# Kommando Spezialkräfte
Das deutsche Kommando Spezialkräfte (KSK) ist eine militärische Spezialeinheit und ein Großverband auf Brigadeebene der Bundeswehr für Sondereinsätze, Kommandokriegsführung, Aufklärung, Terrorismusbekämpfung, Rettung, Evakuierung, Bergung sowie Militärberatung. Das KSK untersteht truppendienstlich der Division Schnelle Kräfte (DSK) und ist in der Graf-Zeppelin-Kaserne im württembergischen Calw stationiert.
Als Vorbilder für die Aufstellung und Ausrichtung des KSK dienten der britische Special Air Service (SAS), die US Special Operations Forces und die GSG 9 der Bundespolizei.
Der Verband wurde seit seiner Aufstellung unter anderem zur Verfolgung von Kriegsverbrechern im ehemaligen Jugoslawien und im Krieg in Afghanistan 2001–2021 eingesetzt.
Der Verband und seine Operationen unterliegen einer besonderen militärischen Geheimhaltung. Auch nach abgeschlossenen Einsätzen wurden lange Zeit keine Angaben über Erfolge oder Verluste veröffentlicht. Dies führte bereits mehrfach zu Kritik, sowohl von Bundestagsabgeordneten als auch in der Presse.
Das KSK machte insbesondere gegen Ende der 2010er-Jahre wiederholt Schlagzeilen aufgrund von rechtsextremen Vorfällen, 2020 wurde die 2. Kompanie des Kommando Spezialkräfte (KSK) aufgelöst, nachdem es zu einer Reihe von Vorfällen und Kontroversen innerhalb der Einheit gekommen war. Die Entscheidung zur Auflösung wurde von der damaligen Bundesverteidigungsministerin Annegret Kramp-Karrenbauer getroffen und war Teil umfassender Reformen des KSK. Die Auflösung der 2. Kompanie löste sowohl innerhalb der Bundeswehr als auch in der Öffentlichkeit kontroverse Diskussionen aus.

## Geschichte

### Hintergrund, 1994
Während des Kalten Krieges diente die Bundeswehr gemäß ihrem Selbstverständnis und ihrer primären Ausrichtung der territorialen Verteidigung. Zwar besaß sie auch eine beträchtliche Anzahl von Fallschirmjägern, die aber eher als schnell verlegbare Eingreifreserve eingeplant waren und nicht als „Offensivelement“ auf fremdem Boden. Ihre Ausbildung und Einsatzausrichtung orientierte sich an klassischen Kriegsszenarien, die von langen Frontverläufen ausgingen. Der Sprungeinsatz ins feindliche Hinterland war zwar Teil der operativen Konzeption, stellte aber eher eine Ausnahmeoption dar. Die Fallschirmjägertruppe war nicht primär für Kommandounternehmen mit Handstreich oder Hinterhalte im Jagdkampf vorgesehen. Dies führte, was die Einsatzvielfalt dieser Truppengattung anging, zu einer Rückwärtsentwicklung im Vergleich zu ihrer Verwendung im Zweiten Weltkrieg. Als Spezialeinheiten gab es bereits die Kampfschwimmer der Marine und die Fernspäher des Heeres. Diese waren jedoch zahlenmäßig sehr kleine Einheiten mit spezifischen Aufgaben, wie Unterwasserkampf und Fernaufklärung.

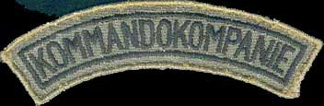
Ärmelabzeichen einer Fallschirmjägerkompanie B1 (Kommando)

Mit der deutschen Wiedervereinigung 1990 und dem Ende des Kalten Krieges veränderten sich auch die sicherheitspolitischen Rahmenbedingungen der Bundesrepublik. Eine erste Reaktion auf die neue politische Lage war die Heeresstruktur 5 (1990–1992), eine umfassende Strukturreform zur Verkleinerung der Streitkräfte, die nach der Abwicklung der Nationalen Volksarmee (NVA) nötig wurde. Sie legte unter anderem fest, dass die Fallschirmjägerkompanien B1 (Kommando) aufgestellt wurden, je eine in der Luftlandebrigade 25, 26 und 27. Diese waren erstmals besonders für den Kommandokampf, die überfall- und handstreichartige Bekämpfung operativ wertvoller Ziele im feindlichen Hinterland, ausgebildet. Gleichzeitig wurden diese Kommandokompanien auch im „Retten und Befreien“, also der Fähigkeit, Geiselsituationen zu lösen, ausgebildet, wodurch erstmals eine grundsätzlich offensive Einsatzkomponente der Fallschirmjägertruppe verfügbar gemacht wurde.
Diese Umstrukturierung wurde schließlich im Weißbuch von 1994 definiert, das die erforderliche Anpassung der Bundeswehr an die neuen Aufgaben, unter anderem durch den Aufbau von Krisenreaktionskräften, beschreibt.
Konkreter Anlass für die Aufstellung des KSK war die Tatsache, dass 1994 während des Völkermordes in Ruanda deutsche Staatsbürger von belgischen Para-Commandos evakuiert werden mussten. Die Entscheidung, dass diese Aufgabe von Spezialeinsatzkräften der ehemaligen Kolonialmacht Belgien ausgeführt wurde, war vorab einvernehmlich zwischen den NATO-Partnern getroffen worden. Die Bundesregierung lehnte zudem ein eigenes Eingreifen ab, da aus ihrer Sicht weder die GSG 9 noch die Kommandokompanien der Fallschirmjäger für ein Operieren in einer Guerillakriegssituation ausgebildet waren und es außerdem an den erforderlichen technischen Mitteln zur Verbringung und Ausführung mangelte.
Diese Krise führte dazu, dass Evakuierungsplanungen der NATO und regionale Verantwortungszuweisungen definierten, welches Land bei künftigen vergleichbaren Krisen in welcher Region Führungsnation (Lead-Nation) sein sollte. Zugleich wurden geheime Einsatzpläne zwischen den NATO-Partnern erarbeitet. Entsprechend diesen Ergänzungen der gültigen NATO-Doktrin waren Spezialkräfte für militärische Operationen verfügbar zu halten, die wegen der Besonderheit und politischen Bedeutung des Auftrages, wegen der Besonderheiten der – gegebenenfalls auch verdeckten und mit hohem Risiko verbundenen – Aufgabenerfüllung sowie der Bedeutung der Ziele der Operationen nach anderen Grundsätzen und Verfahren durchgeführt werden sollten, als Einsätze herkömmlicher Truppen. Durch diese Planungseinbindung und NATO-Doktrin erhöhte sich der Druck der Verbündeten auf Deutschland, eigene Kapazitäten für diesen Aufgabenbereich aufzubauen. Die Verbündeten erwarteten offensichtlich von Deutschland, dass es in einer ähnlichen Situation wie in Ruanda, bei der zwölf belgische Soldaten starben, zur eigenständigen Lösung willens und in der Lage sei. So bestätigte der Kommandeur des belgischen Einsatzkommandos in einem Interview mit Autor Sören Sünkler (siehe Literaturliste) das Unverständnis für die damalige deutsche Haltung.
Den Ausschlag gab dann das Bundesverfassungsgerichtsurteil vom 12. Juli 1994, das sogenannte Out-of-Area-Urteil, das verbindlich feststellte, dass humanitäre und auch militärische Einsätze der Bundeswehr auch außerhalb des NATO-Gebietes zulässig seien. Als Voraussetzung für einen solchen Einsatz wurde eine vorherige konstitutive Zustimmung des Deutschen Bundestags festgelegt, für die eine einfache Mehrheit ausreiche. Dieser neue rechtliche Handlungsspielraum ebnete in einer Phase, in der Deutschland noch seine neue Rolle in der Weltpolitik suchte, zusammen mit der im Ausland verstärkt gestellten Frage, warum Deutschland nicht selbst eine Rettung durchgeführt hatte, den Weg für Planungen im Bundesministerium der Verteidigung zur Auf- und Bereitstellung unmittelbar einsatzbereiter Kräfte.

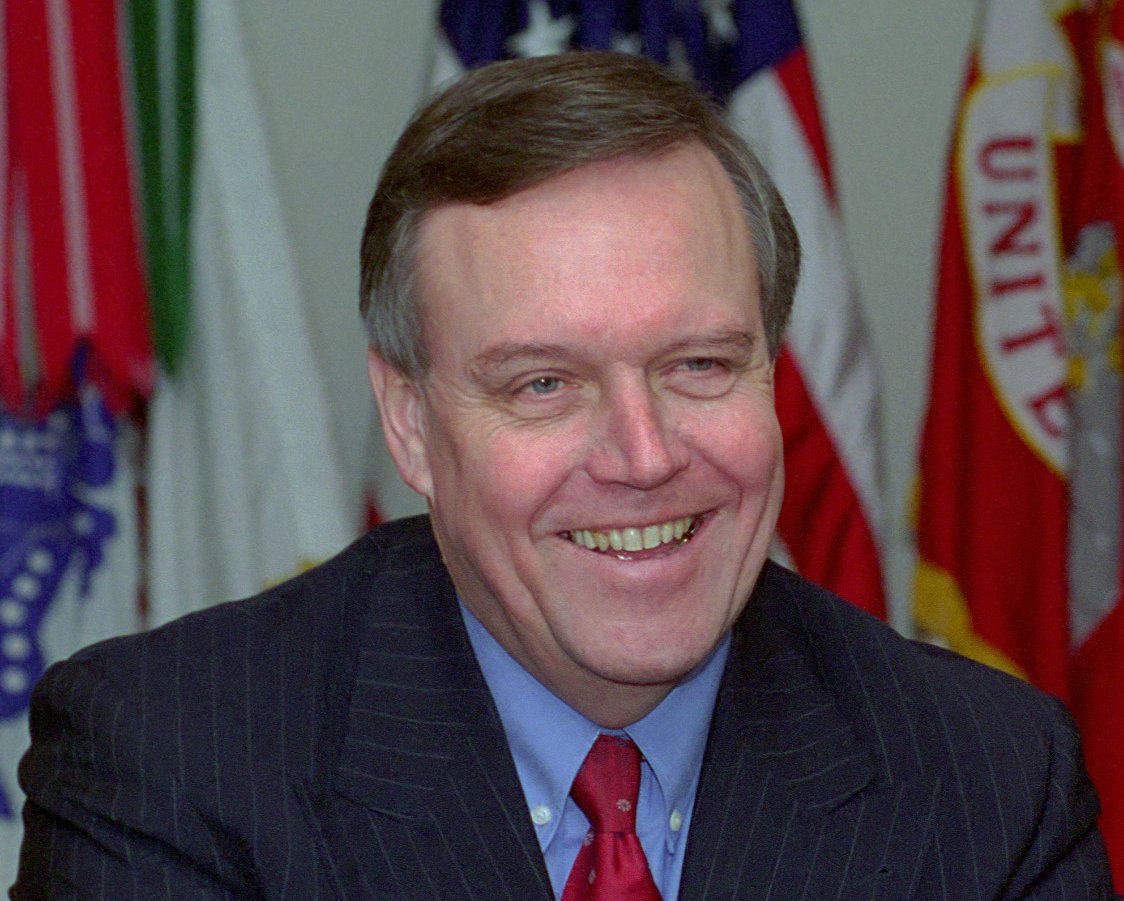
Volker Rühe, 2001

Der damalige Bundesminister der Verteidigung Volker Rühe dazu:

„Die Fähigkeit, im Notfall eigene Staatsbürger im Ausland aus Gefahr für Leib und Leben retten zu können, gehört zur grundlegenden Verantwortung eines jeden Staates.“

Die Ereignisse führten Ende 1994 zu einer Neuausrichtung der Sicherheitspolitik. Deutsche Krisenreaktionskräfte sollten so ausgebildet und ausgerüstet werden, dass sie teilstreitkräfteübergreifend und im Zusammenwirken mit den Bündnispartnern in der Lage sind, Rettungs- und Befreiungseinsätze in feindlicher Umgebung auszuführen. Im Sommer 1994 wurden durch den Führungsstab des Heeres die konzeptionellen Grundlagen für deutsche Spezialkräfte erarbeitet und ein Jahr später, am 28. September 1995, als Ziel- und Planungsvorstellungen Spezialkräfte durch den Inspekteur des Heeres Generalleutnant Hartmut Bagger erlassen.
Einen weiteren Eckpunkt, der die Veränderung der Außen- und Sicherheitspolitik zusammenfasste, war die Ansprache des damaligen Bundespräsidenten Roman Herzog vor der Deutschen Gesellschaft für Auswärtige Politik vom 13. März 1995, in der er feststellte, dass nunmehr „das Ende des Trittbrettfahrens […] erreicht“ sei und nun gelten müsse, dass Deutschland die politische und militärische Verantwortung in der Welt übernehme, die seinem gewachsenen Gewicht entspreche.
Im Frühjahr 1994 waren die Planungen so weit fortgeschritten, dass der Bundesminister der Verteidigung dem Verteidigungsausschuss des Deutschen Bundestages offiziell in seinem Ressortkonzept den Aufbau eines „Kommando Spezialkräfte (KSK)“ vorlegte. Darin wurden die ursprünglichen Planungen, nur eine Truppe zur „Rettung und Evakuierung deutscher Staatsbürger und/oder anderer Personen in besonderen Lagen im Ausland“ erheblich erweitert. So kamen die Aufgaben „Gewinnung von Schlüsselinformationen in Krisen- und Konfliktgebieten“, der „Schutz von Personen in besonderer Lage“ und „Kampfeinsätze im gegnerischen Gebiet“ hinzu.
Im Juni 1994 beschloss die Bundesregierung (Kabinett Kohl IV) die Aufstellung des KSK.

### Aufstellung, 1996
Rühe stellte aus seinem Etat 41 Millionen DM bereit und veranlasste den Aufbau eines entsprechenden Spezialverbandes, des Kommandos Spezialkräfte. Generalmajor Volker Löw, Kommandeur des Kommandos Luftbewegliche Kräfte (KLK) und 4. Division, stellte das KSK am 20. September 1996 in der Graf-Zeppelin-Kaserne in Calw offiziell in Dienst. Der Ausbildungsbetrieb begann unverzüglich. Die Tradition der am 1. April 1996 außer Dienst gestellten Luftlandebrigade 25 „Schwarzwald“ wurde im Kommando Spezialkräfte fortgeführt und das KSK truppendienstlich dem Kommando Luftbewegliche Kräfte/4. Division (KLK) unterstellt.
Die Soldaten rekrutierten sich aus Ehemaligen der Fallschirmjägerkompanien B1 (Kommando) der einzelnen Luftlandebrigaden, die für Geiselbefreiungen und Kommandooperationen bereits ausgebildet waren und im Zuge dieser Umstrukturierung nun im KSK aufgingen. Zusätzlich kamen Soldaten der 1996 aufgelösten Fernspähkompanien 100 und 300 zum KSK und gelten noch heute als Veteranen als die erfahrensten Mitglieder der Einheit. Weitere Soldaten kamen aus den als „grüne Verwendungen“ des Heeres bezeichneten Bereichen, wie Fallschirmjäger, Gebirgsjäger und Jäger zum KSK. Vereinzelt wurden auch Spezialisten aus anderen Teilbereichen der Bundeswehr rekrutiert. Die Integration vollzog sich mit einer neuen Ausrüstung, die dem ebenfalls in weiten Teilen neuen Einsatzprofil der „Krisenvorsorge und Krisenbeherrschung“ angepasst war und mit der Ausstattung des KSK mit eigenen Führungs-, Fernmelde- und Unterstützungskräften ergänzt wurde.
Struktur (Stand 20. September 1996):
- Stab
- Stabs- und Fernmeldekompanie
- Unterstützungskompanie
- Fernspäh-Kommandokompanie
- Kommandokompanien 1 und 2
- Ausbildungs- und Versuchszentrum

Zu diesem Zeitpunkt gab es bereits erste einsatzfähige Strukturen innerhalb des KSK, insbesondere im Bereich „Retten und Befreien“.
Kurz nach der Aufstellung wurden 25 KSK-Soldaten, die die künftigen Ausbilder stellen sollten, zur GSG 9 nach Sankt Augustin geschickt, um sich dort mit dem Präzisionsschützenwesen der Antiterroreinheit des Bundesgrenzschutzes (BGS) vertraut zu machen, da sich dieses deutlich vom militärischen Scharfschützeneinsatz unterscheidet. Diese Ausbildung dauerte bis 1998, als das KSK eigene Ausbilder aufgebaut hatte.
Ebenso lernten die KSK-Soldaten, wie man Geiseln aus Flugzeugen, Bussen und Zügen befreit. Anschließend wurden sie zum britischen Special Air Service nach Hereford entsandt, wo die Calwer den Kommandokampf vertieften, und danach nach Israel, wo sie von der Sajeret Matkal in Terrorismusbekämpfung geschult wurden. Schließlich wurde in den Vereinigten Staaten bei den Special Forces in Fort Bragg das Schießen auf große Distanzen vertieft, mit dem damals noch nicht in der Bundeswehr eingeführten Barrett M82.

### Anfängliche Kritik
Eine während der offiziellen Pressevorstellung des KSK in Calw eher beiläufig gemachte Aussage des damaligen Inspekteurs des Heeres Generalleutnant Helmut Willmann, dass bei einem Evakuierungseinsatz der Deutsche Bundestag möglicherweise nicht mehr rechtzeitig in die Entscheidung eingebunden werden könnte, sorgte für Irritationen im Parlament, als Abgeordnete der Fraktion Bündnis 90/Die Grünen dies thematisierten.
Bereits 1996 kam es in Calw zu Demonstrationen der Friedensbewegung und später auch im Verlauf der Ostermärsche regelmäßig zu Kritik am KSK und seiner Ausrichtung. Federführend für diese Kampagnen war die „Tübinger Informationsstelle Militarisierung e. V.“ (IMI), die als Reaktion auf die Aufstellung des KSK am selben Tag gegründet wurde, das KSK als „undemokratisch“ einstufte und es als Instrument für „weltweite deutsche Machtpolitik“ sah.
Tobias Pflüger, der Gründer der IMI, zog die Verfassungsmäßigkeit bestimmter Einsatzszenarien des KSK grundsätzlich in Zweifel. So führt er aus, dass das Bundesverfassungsgericht zwei Voraussetzungen für Einsätze der Bundeswehr außerhalb des NATO-Gebietes gestellt habe:

„1. Der Bundestag muss vor einem Einsatz diesem mehrheitlich zustimmen (Parlamentsvorbehalt). 2. Eine Militäraktion darf nur im Rahmen eines ‚kollektiven Sicherheitssystems‘ durchgeführt werden. Die Spezialtruppe Kommando Spezialkräfte soll aber auch bei rein deutschen Militäroperationen ‚genutzt‘ werden. Eine militärische Intervention soll auch dann möglich sein, wenn noch kein Bundestagsbeschluss vorliegt, da manche Einsätze geheim geplant werden müssten und manche Militäraktionen ganz schnell über die Bühne gehen müssten. Das sind zwei geplante Verfassungsbrüche!“

Aus den Reihen der Friedensbewegung wurde auch immer wieder der Vorwurf erhoben, das KSK sei aufgrund seiner Konzeption und der geltenden Geheimhaltung „jeder demokratischen Kontrolle und öffentlichen Kritik entzogen“.
Die verteidigungspolitische Sprecherin der Bundestagsfraktion des Bündnis 90/Die Grünen, Angelika Beer, stellte im Parlament fest, dass es für solche Rettungseinsätze wie in Ruanda geeignete Polizeikräfte bereits gebe und deshalb eine entsprechende militärische Komponente nicht erforderlich sei. Dieser Einschätzung wurde jedoch von Polizei- und Militärfachkreisen widersprochen, die die Aussage zwar für einen geordneten Rechtsstaat als Einsatzgebiet als zutreffend ansahen, nicht jedoch für Krisen- und Kriegsgebiete, in denen staatliche Organisationsformen aufgehört haben zu existieren und Warlords, Söldner und Milizen operieren. Denn dort sei ein Polizeieinsatz nicht möglich, da dieser ein „sicheres Umfeld“ voraussetze, außerdem sei Polizei grundsätzlich nicht für Kriegseinsätze ausgebildet. Selbst die GSG 9 ist primär für Geiselbefreiungen ausgebildet, nicht jedoch für das Operieren in einer feindlichen Umgebung.
Sowohl in den Medien als auch in der Politik wurde Kritik geäußert, dass in der offiziellen Darstellung die künftigen Aufgaben des KSK nicht ausreichend kommuniziert worden seien. So habe die Bundesregierung zwar regelmäßig die Teilaufgabe, „deutsche Staatsbürger im Ausland aus den Fängen von Terroristen“ zu retten, in den Vordergrund gestellt, der eigentliche Umfang des KSK-Auftrages aber, das „Ausschalten von Kommandozentralen und wichtigen Fernmeldeeinrichtungen in der Tiefe des gegnerischen Raumes sowie das Gewinnen strategisch und operativ wichtiger Nachrichten“, die „Abwehr terroristischer Bedrohung“, der „Kampf gegen subversive Kräfte“ und „verdeckte Operationen“, sei nicht in vollem Maße öffentlich diskutiert worden.
Die Debatte über Sinn und Nutzen des KSK fand ihren ersten Höhepunkt, als am 18. Dezember 1996 die Fraktion Bündnis 90/Die Grünen eine Kleine Anfrage mit insgesamt 53 Einzelfragen an die Bundesregierung stellte, die nach sechs Wochen Stellung dazu nahm, bei der auf die Aufgaben des KSK, sein Verhältnis zur GSG 9 und auf die Hilfe der NATO-Partner bei der Aufstellung und Ausbildung eingegangen wurde.
Bereits in dieser Phase zeigte sich ein Dilemma der Bundeswehr. Einerseits war man aus einsatztaktischen Gründen um Geheimhaltung bemüht, um nicht die Operationssicherheit des KSK zu gefährden. Andererseits versuchte die Führung der Bundeswehr, einen Gegenpol zur Kritik der Friedensbewegung und des Bündnis 90/Die Grünen zu schaffen. Darüber hinaus wollte man den Bekanntheitsgrad des KSK steigern, um möglichst viele Bewerber für sich zu interessieren.
Die Debatte um den Sinn des KSK flammte wieder auf, als Mitte März 1997 zwar mit Fallschirmjägern das Ausfliegen bedrohter Bürger geübt worden war, nahezu gleichzeitig jedoch „die ganz normale Bundeswehr“ (Zitat des Bundesministers der Verteidigung Rühe) einen ebensolchen Einsatz in der Operation Libelle erfolgreich ableistete.

### Herstellung der vollen Einsatzbereitschaft, „Schneller Adler 97“ und Presseecho, 1997
Im April 1997 war das KSK einsatzbereit und demonstrierte im Hinblick auf eine positive Presse erstmals während der Heeresübung Schneller Adler 97 vom 1. bis 10. September 1997 auf dem Truppenübungsplatz Baumholder und dem Fliegerhorst Mendig seine Einsatzfähigkeit in der Öffentlichkeit. Insgesamt nahmen 1.600 Soldaten mit 20 Hubschraubern, 11 Transportflugzeugen und fast 500 Fahrzeugen an dem Manöver teil, das von dem damaligen Kommandeur des Kommandos Luftbewegliche Kräfte (KLK), Volker Löw, geleitet wurde. Die Großübung simulierte die Befreiung von Geiseln aus terroristischer Kontrolle im Ausland (Annahme 1.200 km Entfernung, Einsatzland Baumholder) und die Evakuierung deutscher Staatsbürger. Bundesminister der Verteidigung Volker Rühe war vor Ort, um das Manöver in Mendig persönlich in Augenschein zu nehmen.
Die öffentliche Demonstration der Fähigkeiten verfehlte die beabsichtigte Wirkung nicht, und die Medien berichteten über das Ereignis und die Truppe überwiegend positiv. Die Frage der Finanzierung einer solchen Spezialeinheit im Zeitalter der Abrüstung und im Spannungsfeld zwischen risikoreichem Einsatz und mangelndem finanziellen Ausgleich für die Soldaten wurde nur am Rande gestellt. Ebenso wurde der Gesichtspunkt, ob sich die Bundeswehr diese über 1.000 Mann starke Truppe tatsächlich „nur“ für Geiselbefreiung im Ausland leistet und wenn ja, warum, kaum diskutiert.

### Erste Umstrukturierung, Balkaneinsatz und erste öffentliche Einsatzbestätigung

#### Aufstockung, 1998
1998 wurde die Anzahl der Einsatzkräfte durch die Aufstellung der Kommandokompanien 3 und 4 verdoppelt, und die Truppe begann mit der weltweiten Durchführung von Aufträgen. Fast alle Einsätze wurden im Verborgenen durchgeführt.

#### Balkaneinsatz, 1998–2000

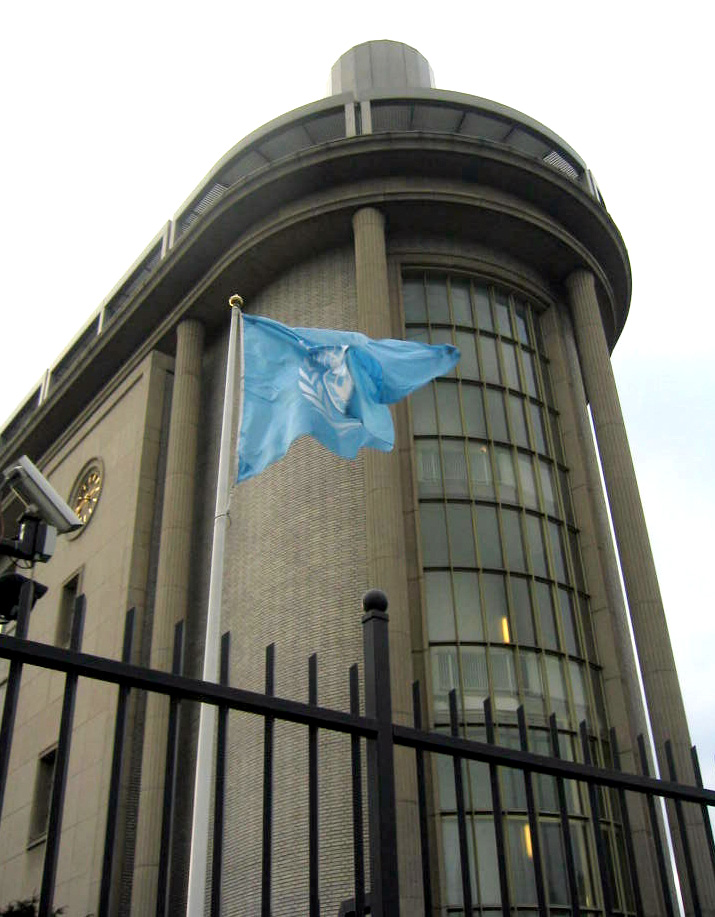
Internationaler Strafgerichtshof für das ehemalige Jugoslawien in Den Haag

Am 15. Juni 1998 hatte das KSK seinen ersten bekannten Einsatz, als es gemeinsam mit französischen SFOR-Einheiten den bosnischen Serben und Kriegsverbrecher Milorad Krnojelac in Foča (Bosnien und Herzegowina) festnahm. Krnojelac wurde noch am selben Tag mittels SFOR-Luftkapazitäten dem Internationalen Strafgerichtshof für das ehemalige Jugoslawien in Den Haag überstellt.
Ebenfalls in Foča gelang es KSK-Soldaten in der Nacht vom 1. auf den 2. August 1999, den serbischen Paramilitär Radomir Kovac festzusetzen. Im selben Monat nahmen im kosovarischen Orahovac deutsche und niederländische (CLAS Korps Commandotroepen) Spezialkräfte in einer „Blitzaktion“ drei weitere als Kriegsverbrecher eingestufte serbische Staatsbürger fest.
Ein weiterer Zugriff erfolgte im Oktober 2000 wieder in Foča. Das Ziel war die Verhaftung von Janko Janjic und seine Überstellung an das Kriegsverbrechertribunal in Den Haag. Bei dem Zugriff (Operation „Kilo 2“) kam es jedoch nach Berichten des „Spiegel“ vom 24. September 2001 zu einem Zwischenfall, in dessen Verlauf sich der 43-jährige Janjic selbst mit einer Handgranate tötete. Dabei wurden drei KSK-Soldaten verletzt.
Im Herbst 2000 führten KSK-Angehörige gemeinsam mit niederländischen Soldaten einen sogenannten Cold Hit aus, einen Eileinsatz ohne gründliche Risikoanalyse. Dabei wurden mehrere Serben gefangen genommen und anschließend an die UN überstellt. Einen Tag später wurde jedoch gemeldet, dass die Gefangenen allesamt flüchten konnten.
Im Jahr 2000 wurde erstmals im Rahmen einer Fernseh-Reportage der ARD von offizieller Seite bestätigt, dass das KSK zu diesem Zeitpunkt bereits mehrfach in Bosnien-Herzegowina und im Kosovo Einsätze durchgeführt hatte. Der damals amtierende Inspekteur des Heeres, Helmut Willmann, gab diese Information selbst preis, ohne dabei aber ins Detail zu gehen.

### OEF und ISAF – Zwei voneinander unabhängige Mandate und getrennte Kommandostrukturen, 2001

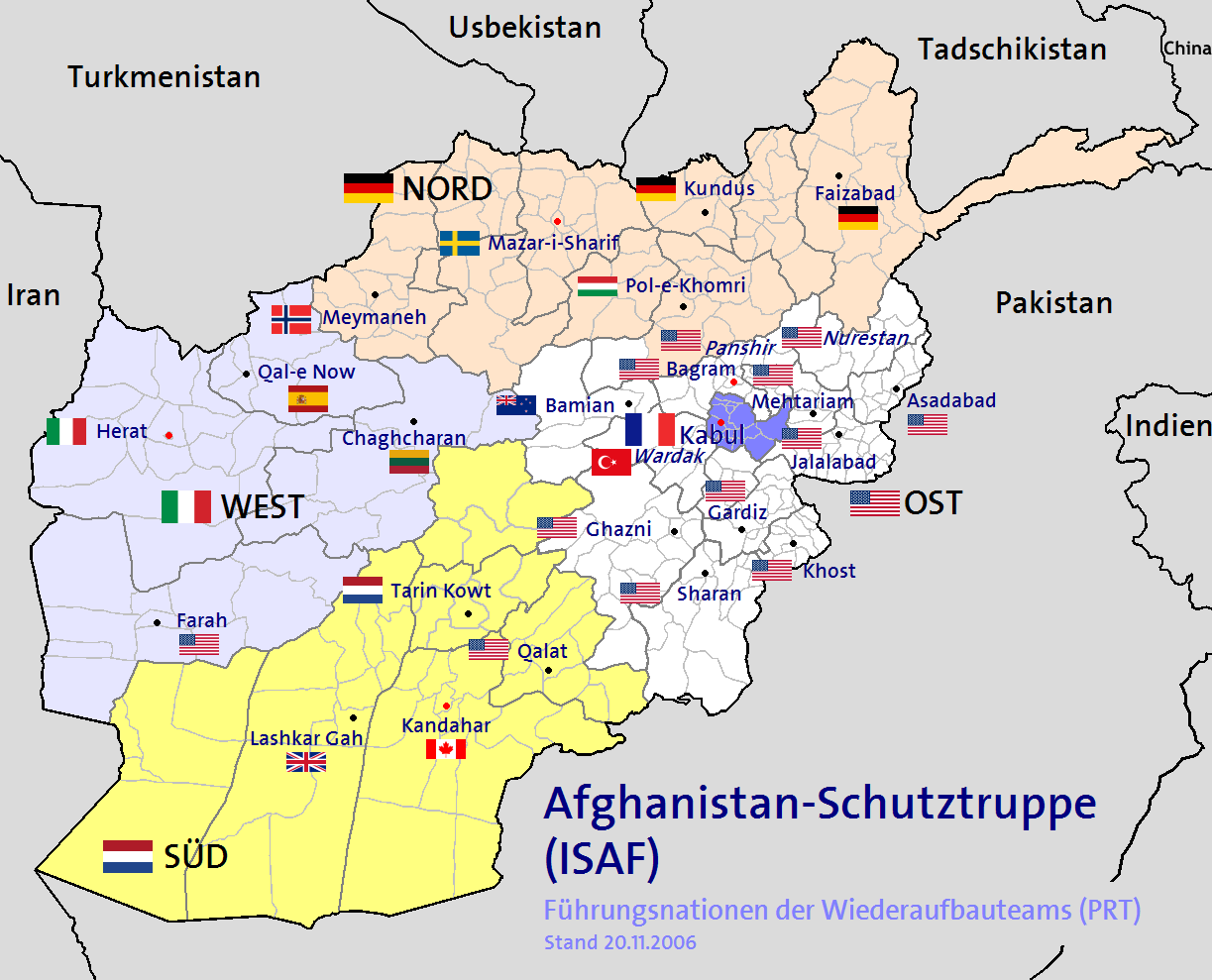
Das ISAF-Verantwortungsgebiet unter NATO-Führung mit territorialer Zuordnung der beteiligten Nationen (ohne Berücksichtigung der Operation-Enduring-Freedom-Kräfte)

Am 16. November 2001 beschloss der Deutsche Bundestag die Beteiligung deutscher Kräfte an der Operation Enduring Freedom (OEF) im Krieg gegen den Terrorismus und am 22. Dezember 2001 die Unterstützung der Internationalen Sicherheitsunterstützungstruppe ISAF (International Security Assistance Force) durch die Bundeswehr.
Die ISAF-Mission soll unter anderem auf Grundlage der Resolution 1386 des Sicherheitsrats der Vereinten Nationen der afghanischen Regierung bei der Schaffung eines sicheren und stabilen Umfelds für den zivilen Wiederaufbau Unterstützung gewähren. Militärisch geführt wird ISAF durch das NATO-Hauptquartier Allied Joint Force Command Brunssum. Das Einsatzgebiet der Bundeswehrkräfte unter ISAF-Mandat beschränkte sich zunächst auf Kabul und Umgebung, erst seit 21. September 2005 umfasst es grundsätzlich die durch den NATO-Rat festgelegten Regionen „Nord“ und „Kabul“.
Das Ziel der Operation Enduring Freedom hingegen ist die Bekämpfung des internationalen Terrorismus. Die Führung aller OEF-Kräfte erfolgt durch das US Central Command (CENTCOM).
Unter dem Mandat des Deutschen Bundestages wurden von 2001 bis 2008 deutsche Spezialkräfte (Obergrenze 100) bereitgestellt, die in ganz Afghanistan zum Einsatz gebracht werden konnten. Dieses Mandat wurde am 13. November 2008 vom Bundestag wieder gestrichen.
Bereits zwei Monate vor Erteilung des ersten OEF-Mandats, im September 2001, hatte der ehemalige Kommandeur der KFOR-Friedenstruppe in Priština und im Kosovo sowie des Bundeswehr-Kontingents im Somalia-Einsatz, General Klaus Reinhardt, gewarnt, das KSK sei für die vorgesehene Aufgabe zu klein, es mangele ihm an notwendiger Ausrüstung und die Bundeswehr verfüge nicht über die erforderlichen Lufttransportkapazitäten.
Nachdem ein Vorauskommando zunächst den Standort Camp Rhino südlich von Kandahar inspiziert hatte, trafen Mitte Dezember 2001 vierzig Kommandosoldaten und sechzig Unterstützer des KSK unter der Führung eines Colonels der US Army Special Forces aus dem Oman ein. Nach den Vorgaben des ISAF-Mandates wurden Einheiten der Bundeswehr zunächst in einer multinationalen Koalition unter Führung der Vereinigten Staaten eingesetzt.

### Bekannte Einsätze im Rahmen der Operation Enduring Freedom

#### Teilnahme an der Task Force K-Bar, 2001–2002
Die Task Force K-Bar war der erste multinationale Spezialverband (Combined Joint Special Operations Task Force – South), der zunächst vom Oman aus, dann von vorgeschobenen Feldstützpunkten in Südost-Afghanistan unter dem Kommando von Captain Robert Harward (US Navy) von Oktober 2001 bis April 2002 Einsätze gegen die Taliban und mutmaßliche Al-Qaida-Aktivisten unternahm. Die insgesamt 42 Aufklärungs- und Überwachungseinsätze und eine unbekannte Anzahl von Kampfeinsätzen führten zur Gefangennahme (107 Mann) und zum Tod (115 Mann) zahlreicher Taliban und Al-Qaida-Kämpfer. Das KSK war daran beteiligt und hatte zunächst die Aufgabe, Netzwerke der Taliban zu ermitteln, identifizierte personelle Verbindungen durch Festnahmen zu unterbrechen und Waffenverstecke auszuheben. Dabei handelte es sich allerdings um eher wenig brisante Aufträge. Dies war einem anfänglichen Misstrauen der Amerikaner, Briten und Franzosen geschuldet, die die schwierigen Einsätze von bereits etablierten Spezialeinsatzkräften ausgeführt wissen wollten.

#### Schlacht um Tora Bora, 2001
Das KSK wurde dennoch sogleich im Rahmen der Schlacht um Tora Bora und des OEF-Mandats zur Aufklärung eingesetzt und sicherte den militärischen Einsatz von US-Amerikanern und Briten an den Flanken des Gebirgsmassivs ab. Das KSK war auch an drei Zugriffsoperationen beteiligt, die gegen vermutete Lager und Höhlensysteme von Taliban- und Al-Qaida-Kämpfern erfolgreich durchgeführt wurden. Verschiedene US-amerikanische Medien lobten die gute Zusammenarbeit mit dem KSK und die Professionalität seiner Soldaten bereits Anfang Januar 2002, aber Bundesminister der Verteidigung Rudolf Scharping bestätigte die Einsätze erst Anfang März.

#### Operation Anaconda, 2002

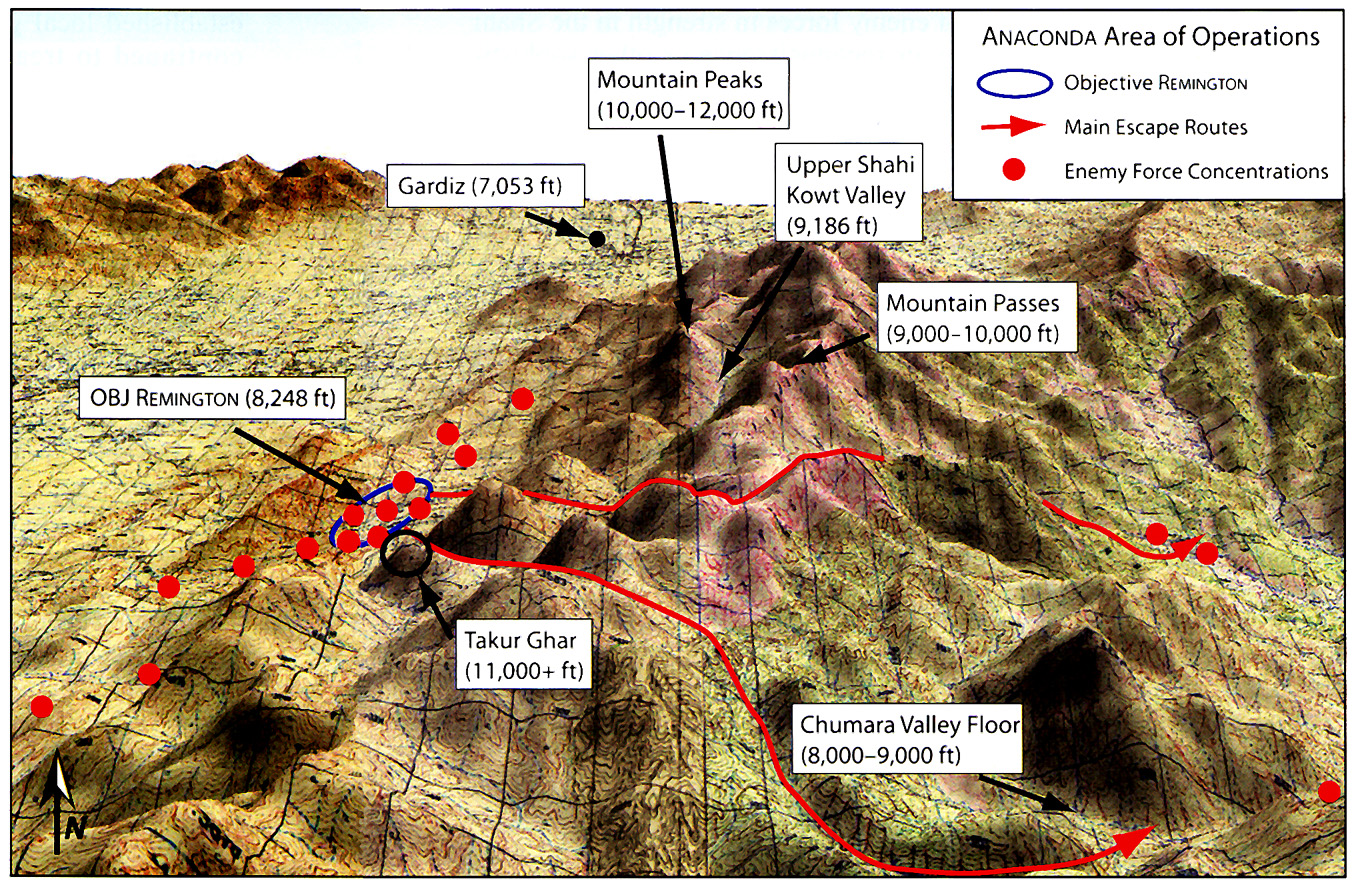
Einsatzkarte der Operation Anaconda

KSK-Soldaten waren auch an der umstrittenen Operation Anaconda im März 2002 aktiv beteiligt. Während dieser Unternehmung im OEF-Rahmen ist es wohl auch zu einer zufälligen Enttarnung eines geheimen Beobachtungspostens des KSK durch einen Zivilisten (Ziegenhirten) gekommen. Dies führte dann zur Aufgabe dieser Beobachtungspositionen und zum Rückzug. Das deutsche Vorgehen sei von den US-Amerikanern heftig kritisiert worden, die solche Bedrohungen angeblich durch gezielte Tötung durch Erschießen (euphemistisch „Neutralisierung“) solcher Zivilisten zu lösen pflegten, um ihren Einsatz nicht abbrechen zu müssen.

#### Interne Kritik und Öffentlichkeitsarbeit der Bundeswehr, 2002–2003
Nach Abschluss der Operation Anaconda, spätestens ab März 2002, hätte es laut Aussage eines KSK-Offiziers im Kurnaz-Untersuchungsausschuss eigentlich „keine sinnvollen Aufträge mehr“ gegeben. Der damalige Kommandeur Reinhard Günzel nahm dazu wie folgt Stellung:

„Die Männer saßen zehn Tage lang in 4.000 oder 3.500 Metern Höhe auf einem Berggipfel im Schnee und haben das umliegende Gelände beobachtet und gemeldet. Das ist eine Sache, für die man keine Spezialkräfte braucht.“

Im Verlauf der Operation Enduring Freedom wurden bis zum Juni 2002 37 US-amerikanische Soldaten getötet. Die steigende Anzahl der Opfer veranlasste die Vereinigten Staaten zu einer Intensivierung ihrer Luftangriffe. So flogen Bomber vom Typ Boeing B-52 schwere Angriffe auf das Scha-i-Kot-Tal zwischen den Orten Shkin und Khost, was zu einem Anwachsen der Opfer unter der afghanischen Zivilbevölkerung führte. Hochrangige deutsche Offiziere kritisierten dieses Vorgehen zum Teil auch öffentlich. Das Bundesministerium der Verteidigung reagierte darauf mit einer sich wandelnden Pressearbeit. Immer mehr Journalisten wurden entweder nach Calw oder in den Hindukusch zu Presseterminen eingeladen.
Im Herbst 2002 wurde über „Frust“ unter den KSK-Soldaten berichtet, die sich unterfordert fühlten und dass KSK-Kommandeure ihren obersten Dienstherrn gebeten hätten, einen Abzug der Truppe aus Afghanistan in Betracht zu ziehen. Zur gleichen Zeit begann das US Central Command (CENTCOM) Soldaten der Amerikaner und Briten aus Afghanistan abzuziehen, um sich auf den geplanten Irakkrieg vorzubereiten. Das machte die KSK-Einsätze wegen geringerer Transportmittel und Luftunterstützung weniger effektiv, aber die Bundesregierung (Kabinett Schröder) entschied sich dennoch gegen einen Abzug, um die ohnehin vorhandenen diplomatischen Verwerfungen zwischen Deutschland und den USA wegen der fehlenden Unterstützung des Irakkrieges nicht noch weiter zu vertiefen. Die FAZ titelte am 3. November 2002: „Deutsche an vorderster Front“. Der neue Bundesminister der Verteidigung Peter Struck, der Scharping inzwischen abgelöst hatte, teilte der FAZ mit, dass die KSK-Soldaten „mit ihrem Einsatz und der hohen Professionalität die Anerkennung und den Respekt unserer Bündnispartner erworben“ hätten. „Mit diesem Engagement“ zeige Deutschland „seine Bereitschaft, umfassende militärische Verantwortung zu übernehmen“.
Auch nach dem Ende des Irakkrieges blieb das KSK in Afghanistan, entgegen der offiziellen KSK-Einsatzmaxime „Rein, Auftrag erledigen, wieder raus“, wie sie der Inspekteur des Heeres Gert Gudera als den „Idealfall“ beschrieb. In einem Interview mit der Welt am Sonntag vom 24. August 2003 zog Struck eine erste Zwischenbilanz zum Einsatz des KSK am Hindukusch. Dabei betonte er, dass die Bundeswehr in den Bereichen ABC-Abwehrkräfte, Kommunikation und Spezialkräfte verstärkt werden müsse.
Das KSK solle daher konsequent, aber mit Bedacht, ausgebaut werden. Denn „dazu brauchen wir keine Rambos, sondern verantwortungsvolle Soldaten für schwierige Aufgaben, etwa zur Befreiung deutscher Staatsbürger“. In demselben Interview deutete der damalige Bundesminister der Verteidigung auch an, dass das KSK einen nicht unerheblichen Anteil an der Befreiung der „Sahara-Geiseln“ gehabt habe, die seit Ostern 2003 in Mali gefangen gehalten worden waren (siehe Sahara-Geiselnahme 2003).

#### Auszeichnung für den Task-Force-K-Bar-Einsatz, 2004

Navy and Marine Corps Presidental Unit Citation

Am 7. Dezember 2004 verlieh der damalige US-Präsident George W. Bush verschiedenen Spezialeinheiten, die Teil der zwischen Oktober 2001 und März 2002 in Afghanistan operierenden Combined Joint Special Operations Task Force-SOUTH/Task Force K-Bar waren, darunter auch dem KSK, die Navy Presidential Unit Citation für „außerordentlichen Mut, Einfallsreichtum und aggressiven Kampfgeist im Gefecht gegen einen gut ausgestatteten, gut ausgebildeten und heimtückischen terroristischen Feind“.
Im Rahmen der Operation Enduring Freedom und ISAF von Dezember 2001 bis Oktober 2003 waren kontinuierlich bis zu 100 KSK-Soldaten in Afghanistan im Einsatz. So war die Truppe überwiegend im afghanisch-pakistanischen Grenzgebiet (siehe Durand-Linie) an Aufklärungsoperationen beteiligt und später auch im Raum Kabul eingeteilt. Ihre Aufgabe bestand in der Gewinnung von Schlüsselinformationen.

#### Der Fall Murat Kurnaz, 2006
Nach seiner Gefangennahme als mutmaßlicher Taliban-Kämpfer 2002 durch US-Streitkräfte und nach mehr als vierjähriger Haft in Guantanamo beschuldigte Murat Kurnaz zwei KSK-Soldaten, ihn in Kandahar in Afghanistan misshandelt zu haben. Die Bundesregierung gestand nach anfänglichem Dementi einen Kontakt mit KSK-Truppen ein, bestritt aber Misshandlungen. Der Bundestag entschied im Oktober 2006, dass ein Untersuchungsausschuss den Vorwürfen nachgehen und die Einsätze des KSK in Afghanistan im Allgemeinen untersuchen solle. Er setzte den Verteidigungsausschuss dafür ein, der nicht öffentlich tagte. Die Staatsanwaltschaft Tübingen stellte nach etwa einem Jahr die Ermittlungen gegen die beiden beschuldigten KSK-Soldaten aus Mangel an Beweisen ein. Es steht weiterhin Aussage gegen Aussage. Aus dem Aussageverhalten wurde der Vorwurf abgeleitet, die Soldaten hätten sich abgesprochen. Der nach 22 Monaten erschienene Abschlussbericht des Verteidigungsausschusses konnte die Misshandlungsvorwürfe weder entkräften noch bestätigen, sprach jedoch Kurnaz seine Glaubwürdigkeit nicht ab. Er konstatierte, dass die Bundesregierung ihrer Pflicht, den Bundestag über die Einsätze des KSK zu unterrichten, nunmehr besser nachgekommen sei. Eine Regelung dafür stehe aber noch aus.
Außerdem wurden weitere Probleme des KSK-Einsatzes in Afghanistan genannt. Diese reichten von der generellen Fragwürdigkeit des militärischen Wertes des Einsatzes, bis hin zum übermäßigen Alkoholkonsum der Soldaten und rechtlichen Problemen im Zusammenhang mit Gefangennahmen sowie der Zusammenarbeit mit ausländischen Streitkräften.

### Zweite Umstrukturierung im Jahr 2005
Im Jahr 2005 wurde die Struktur des KSK zum zweiten Mal in seiner jungen Geschichte verändert, als durch Umgliederungsmaßnahmen aus dem Sanitätsbereich, der der Stabs- und Versorgungskompanie angehörte, ein eigenständiges Sanitätszentrum eingerichtet wurde. Außerdem wurden die Einsatzkräfte um die sogenannte Spezialkommandokompanie ergänzt, was einer Verstärkung um 20 Prozent entsprach.

### Bekannte Einsätze im Rahmen der International Security Assistance Force (ISAF)
Gemäß Sören Sünkler wurden im Mai 2005 wieder KSK-Soldaten nach Afghanistan verlegt. Sie hätten dort unterschiedliche Aufgaben wahrgenommen und geholfen, an verschiedenen Orten ein „sicheres Umfeld“ zu schaffen. Das KSK sei dieser Quelle zufolge sowohl im Rahmen des ISAF-Mandats im Norden als auch bei der Operation Enduring Freedom (OEF) im stark umkämpften Süden eingesetzt worden. Die Bundeswehr berichtete vornehmlich über den friedensstabilisierenden Aspekt des ISAF-Einsatzes, zum Anteil des KSK an beiden Operationen nahm sie keine Stellung.
Im Juli 2005 kam es zum Eklat, als die Zeitschrift Stern einen Artikel über ebensolche Einsätze und Missstände innerhalb des KSK veröffentlichte. Der Autor Sören Sünkler interpretiert die dort zitierten Aussagen von KSK-Soldaten wie folgt:

„Der Stern veröffentlichte in seiner Juli-Ausgabe 2005 die Kritik einiger KSK-Insider, die damit Missstände offenlegen wollten. Besonders angeprangert wurden die politische Verlogenheit, unter der die Kommandosoldaten in Afghanistan verheizt werden, die unzureichende militärische Vorbereitung der Einsätze und die Unzulänglichkeit der Führung, Spezialeinsätze zu planen und zu führen.“

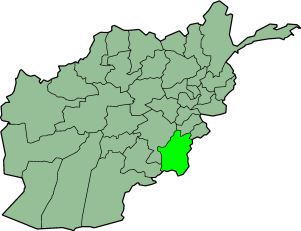
Lage der Provinz Paktika in Afghanistan

Dazu veröffentlichte der Stern etliches Bildmaterial, das KSK-Soldaten im Einsatz zeigte, und beschrieb die Provinz Paktika im Südosten an der Grenze zu Pakistan als möglichen Einsatzort für die Truppe. Das Bundesministerium der Verteidigung (BMVg) lehnte, wie sonst auch, eine Stellungnahme zu den dort gemachten Behauptungen mit dem Hinweis ab, dass man grundsätzlich keine Angaben zu Operationen und internen Vorgängen in Spezialkräften der Bundeswehr mache. Mitte Juli 2005 antwortete der verteidigungspolitische Sprecher der SPD-Bundestagsfraktion, Rainer Arnold, der Zeitung Die Welt auf die Frage, ob denn das KSK auch gegen Drogenbosse vorgehe: „Da gibt es Überschneidungen. Ein Terrorist kann sein Terrorgeschäft über Drogen finanzieren.“
Seit August 2006 waren Soldaten des KSK erneut in Nord-Afghanistan im Einsatz, um Terrorverdächtige und Freischärler aufzuspüren und zu bekämpfen, um so das deutsche Kontingent vor der Bedrohung durch lokale Warlords zu schützen.
Am 12. September 2006 verlieh Generalinspekteur Wolfgang Schneiderhan Army-Staff Sergeant Jonathan Zapien von der 3rd Special Forces Group (Airborne) persönlich die Ehrenmedaille der Bundeswehr. Zapien hatte während des Einsatzzeitraumes im Osten Afghanistans von Juni bis Oktober 2005 einem KSK-Soldaten das Leben gerettet.
Im Oktober des Jahres 2006 konnte das KSK eine Gruppe von Bombenlegern in Kabul festnehmen. Angeblich soll es sich bei ihnen um die Drahtzieher des Anschlages auf einen Bundeswehrbus handeln, der 2003 attackiert worden war. Die Frankfurter Allgemeine Zeitung sah darin ein „wichtiges politisches Signal“ dahingehend, dass auch deutsche Kräfte in Afghanistan mit Erfolg im Einsatz seien. Im Mai 2013 bestätigte Bundesminister der Verteidigung Thomas de Maiziere den Tod eines KSK-Soldaten in Afghanistan.

#### Mangelnde Einsatzabstimmung mit konventionellem Militär im Operationsgebiet

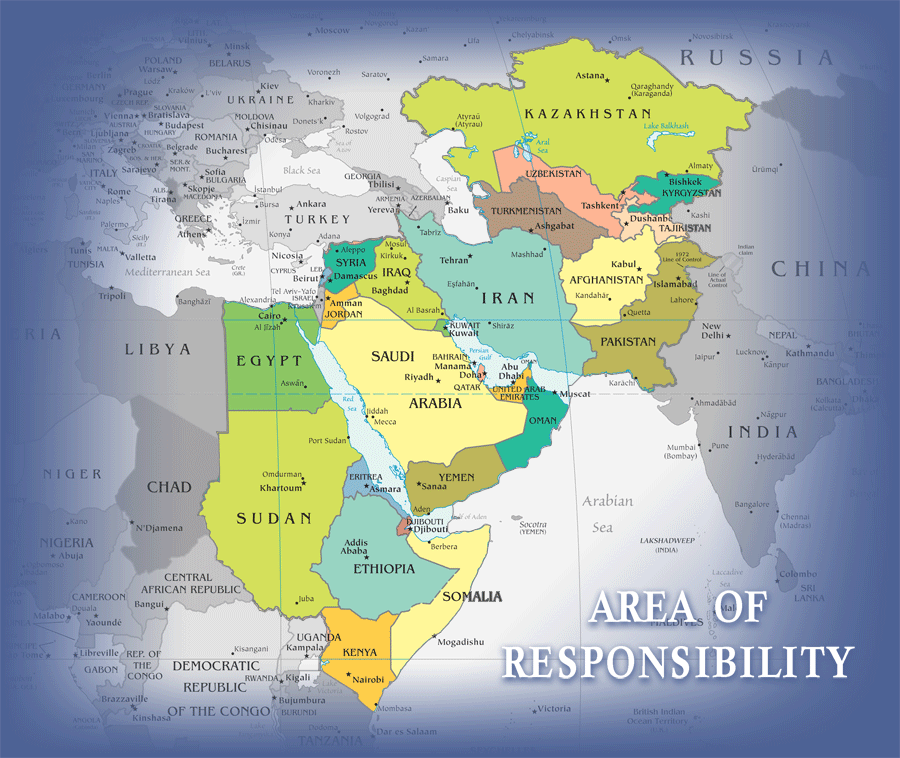
Zuständigkeitsbereich („Area of responsibility“) des CENTCOM

Die Auslandseinsätze der Bundeswehr sind einem internen Gutachten des Bundesministers der Verteidigung („Van Heyst“-Bericht) zufolge dramatisch schlecht organisiert. So litten die deutschen ISAF-Operationen in Afghanistan von der Basis bis zur Führung unter unsachgemäßer Führung, berichtete die Wochenzeitung Die Zeit vorab unter Berufung auf dieses Gutachten. Zudem operierten Kräfte des KSK weitgehend am eigentlich zuständigen Einsatzführungskommando der Bundeswehr (EinsFüKdoBw) in Potsdam vorbei, da sie zum Großteil nicht dem NATO-Oberkommando von ISAF (Allied Joint Force Command Brunssum) unterstanden, sondern im Rahmen der Operation Enduring Freedom dem US Central Command (CENTCOM) unterstellt seien. Dies hätte die Sicherheit der in Afghanistan stationierten deutschen Soldaten gefährdet.

#### Misslungener Zugriff bei Kundus, 2008

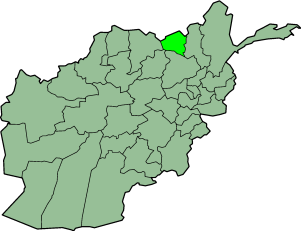
Lage der Provinz Kundus in Afghanistan

Ende April 2008 wurde nahe der afghanischen Stadt Kundus eine gemeinsame Operation von Kräften der Bundeswehr und der afghanischen Streitkräfte durchgeführt. Dabei wurden 13 Personen festgenommen, von denen zwei unter dem Verdacht standen, an Anschlägen gegen die Bundeswehr beteiligt gewesen zu sein. Die eigentliche Zielperson, der Drahtzieher des Anschlags auf deutsche Soldaten in Kundus im Mai 2007, der von Soldaten des KSK überwacht worden war, entkam jedoch, weil das KSK nicht auf ihn schießen durfte.

#### Waffenlagerfund in Jowzjan
Im Juli 2008 entdeckten Angehörige des KSK in Zusammenarbeit mit afghanischen Sicherheitskräften ein großes Waffenlager in der Provinz Jowzjan, 120 Kilometer westlich von Masar-e Scharif. Darin waren 1.100 Mörsergranaten, Treibladungen und Zündmittel versteckt.

#### Aufstellung der Task Force 47, 2009
Der Bundestag hatte bei der Verlängerung des Afghanistan-Mandats am 13. November 2008 ausdrücklich keine KSK-Einsätze mehr vereinbart. 2009 wurden aber bundeswehr-interne Dokumente bekannt, nach denen das KSK Soldaten für eine Task Force 47 (TF 47) in Kundus gestellt hatte, die beispielsweise beim Luftangriff bei Kundus vom 4. September 2009 eine wichtige Rolle gespielt hatten.

#### Festnahme von Abdul Razeq, 2009
Am 7. Mai 2009 gelang es dem KSK, den seit 2008 gesuchten Talibanführer Abdul Razeq in der Nähe von Faisabad im Norden Afghanistans festzunehmen. Nach einem missglückten Zugriff auf Razeqs Haus war dieser in unwegsames Gelände geflohen, wo es den deutschen Kräften nach einer mehrstündigen Verfolgung gelungen war, ihn aufzuspüren. Die Festnahme selbst erfolgte dann durch afghanische Sicherheitskräfte. Abdul Razeq werden die Planung und Durchführung von mindestens drei Anschlägen auf ISAF- und NATO-Truppen in Afghanistan im Jahr 2008 vorgeworfen. Bei der Unternehmung wurde ein Angehöriger des KSK leicht verwundet.

#### Afghanistan Einsätze im Jahr 2010
Auch im Afghanistan-Mandat des Bundestags vom 26. Februar 2010 wurde der Einsatz des KSK in Afghanistan nicht beschlossen. In der Presse wurden aber Fragen von Abgeordneten zitiert, ob die TF 47 in Afghanistan mandatswidrig Aufgaben des KSK und damit der OEF übernommen habe. Tatsächlich erklärte der Kommandeur des KSK, Brigadegeneral Hans-Christoph Ammon, im Mai 2010 auf einer Website der Bundeswehr, das KSK sei auch in Afghanistan im Einsatz, „daraus machen wir kein Geheimnis“.
Im Hinblick auf gezielte Tötungsaktionen sagte Brigadegeneral Josef Dieter Blotz gegenüber dem Tagesspiegel, es gehöre auch zu den Aufgaben des Kommandos Spezialkräfte (KSK), Taliban gezielt zu jagen und „auszuschalten“: „Gezielte Tötungen durch Spezialkräfte der Bundeswehr hat das Verteidigungsministerium definitiv ausgeschlossen. Das Kommando Spezialkräfte (KSK) der Bundeswehr ist jedoch auch dafür eingesetzt worden, Netzwerke von Extremisten auszuschalten.“
Im September 2010 konnte ein Kommando des KSK den hochrangigen Taliban-Führer Maulawi Roshan festnehmen. Dieser wurde in einer Nachtaktion in einem Gehöft in Chahar Darreh bei Kundus festgenommen.

#### Festnahme von Mullah Abdul Rahman, 2012
Am Abend des 19. Oktober 2012 gelang es dem KSK und afghanischen Spezialkräften, Mullah Abdul Rahman, den „Schatten-Gouverneur“ Nord-Afghanistans, in der Nähe der Ortschaft Ghunday Kalay festzunehmen und den afghanischen Behörden zu übergeben.

#### Anschlag in Masar-e Scharif, 2016
Beim Anschlag auf das deutsche Generalkonsulat in Masar-e Scharif am 10. November 2016 eilten elf Soldaten des KSK vom Camp der Bundeswehr zum Ort des Geschehens und brachten Diplomaten und Mitarbeiter in Sicherheit. Ein Selbstmordattentäter der Taliban hatte einen Lastkraftwagen mit etwa dreieinhalb Tonnen Sprengstoff zur Explosion gebracht. Dabei starben mindestens sechs Passanten. Anschließend drangen mehrere Bewaffnete in das Gebäude ein und es kam zu einem rund 45-minütigen Schusswechsel. Ein Angreifer wurde von afghanischen Polizisten festgenommen, die restlichen waren geflohen. Zwei KSK-Soldaten erhielten für ihren Einsatz das Ehrenkreuz der Bundeswehr in Gold, die zweithöchste Auszeichnung des deutschen Militärs.

### Weitere Einsätze oder Ausbildungsmissionen

#### Einsatz in Libyen 2011
Laut Informationen der Frankfurter Rundschau waren KSK-Soldaten auch an der Evakuierungsoperation „Pegasus“ beteiligt, bei der während der Aufstände in Libyen am 26. Februar 2011 insgesamt 132 Personen mit Hilfe von zwei Transall-Transportflugzeugen vom ostlibyschen Wüstenort Nafurah nach Kreta gebracht wurden. Das Bundesministerium der Verteidigung wollte sich laut Frankfurter Rundschau zu einer etwaigen Beteiligung des KSK nicht äußern.

#### Ausbildungsmission in Afghanistan, 2018 – 2021
Im Rahmen der NATO-Mission Resolute Support war das KSK von 2018 bis 2021 als Ausbildungskontingent in Kooperation mit den maritimen Spezialkräften der Niederlande (MARSOF) in Afghanistan.

#### Suche nach deutscher Geisel in Westafrika
Der deutsche Entwicklungshelfer Jörg L. wurde im April 2018 in der Gegend von Tillabéri von islamistischen Kämpfern entführt. Bei der Suche nach der Geisel wurde zwischenzeitlich auch das KSK damit beauftragt, Jörg L. ausfindig zu machen und Risiken einer möglichen Befreiungsaktion abzuschätzen. Die Suche nach der Geisel blieb jedoch erfolglos.

#### Ausbildungsmission in Jordanien
Ausbildung von jordanischen Spezialkräften im Rahmen der Military Assistance-Mission „Arabian Leopard“ im Jahr 2019.

#### Evakuierungsmission in Afghanistan, August 2021
Soldaten des KSK sind im August 2021, während der Machtübernahme der Taliban an den Flughafen Kabul beordert worden, um die Evakuierung von Ausreiseberechtigten zu unterstützen. Bei einem Einsatz evakuierten KSK-Soldaten in Zusammenarbeit mit dem US-Militär Menschen auf dem Luftweg aus der Stadt Kabul hin zum Flughafen Kabul. Zu einem anderen Einsatz im Rahmen derselben Mission sind Berichte dahingehend widersprüchlich, ob KSK-Soldaten tatsächlich außerhalb des Kabuler Flughafens operierten.

#### Evakuierungsmission in Zypern für Deutsche in Israel
Während des Konfliktes infolge des Terrorangriff der Hamas auf Israel 2023 wurde bekannt, dass Teile des KSK für eine mögliche Evakuierung deutscher Staatsbürger in Israel nach Zypern entsandt wurden.

### Einsatzbezogene Probleme

#### Kritik wegen fehlenden Fluggeräts für Spezialeinsätze
Das KSK benötigt für den Transport zum Einsatzort oder in ein Operationsgebiet Unterstützung durch Hubschrauber. Diese müssen, um autark und flexibel bei größtmöglichem Eigenschutz operieren zu können, besondere Anforderungen erfüllen. Dazu gehören etwa große Reichweiten (durch Zusatztanks oder Luftbetankungsfähigkeit), Vernetzbarkeit (durch Datenfunkgeräte), Allwetter-/Nachttauglichkeit (durch entsprechende Avionik) und hoher Selbstschutz (durch EloKa-Ausstattung und einem Chaff/Flare Dispenser (Täuschkörperanlage)).
Die Bundeswehr verfügte im Jahr 2008 nicht über entsprechende Luftfahrzeuge. So geriet unter anderem Deutschland durch die US-Militärführung in die Kritik, da es für seine in Afghanistan operierenden Spezialkräfte auf entsprechende Unterstützung durch die USA oder Großbritannien angewiesen ist.
Erst mittel- bis langfristig wird das KSK mit der kampfwertgesteigerten CH-53, dem ab 2017 zulaufenden Mehrzweckhubschrauber für Spezialkräfte Airbus H145M und dem zu beschaffenden Hubschrauber der Luftwaffe für bewaffnete Suche und Rettung (CSAR: Combat Search and Rescue) auf entsprechende Fähigkeiten innerhalb der Bundeswehr zurückgreifen können und von NATO-Partnern unabhängiger werden.
Da die Ausbildung und Erarbeitung von Verfahren bei luftgestützten Spezialeinsätzen sowohl für die Soldaten des KSK als auch für die fliegenden Besatzungen einen hohen Aufwand bedeutet, wurde diese bereits 1995 mit der Einrichtung der „Kerngruppe CSAR“ weit vor der Einführung entsprechender Luftfahrzeuge aufgenommen. Da zudem ein kleiner Teil der geforderten Fähigkeiten mit derzeit verfügbaren Helikoptern abgedeckt werden kann, wurde in Laupheim beim damaligen Mittleren Transporthubschrauberregiment 25 „Oberschwaben“ der Heeresflieger ein „SOF (Special Operations Forces)-Air“-Element (Fliegenden Abteilung 251) aufgebaut, das auf das Einsatzspektrum von Spezialkräften abgestimmt ist. Genutzt wird dafür zurzeit die CH-53 des Hubschraubergeschwaders 64. Der weitere Einsatz des Verbindungshubschraubers BO-105P1M mit dem Rüstsatz „Swooper“, mit dem die Verbringung von Kommandosoldaten an den beiden Außenseiten des Hubschraubers und das direkte Wirken aus dem fliegenden Luftfahrzeug möglich ist, wurde verworfen, da die BO-105 ausgemustert wird. Gleichzeitig wird in der Luftwaffe durch die CSAR-Kerngruppe ein weiterer Ansatz zur Unterstützung verfolgt.

#### Verbot vonCapture-or-kill-Missionen, 2008
Im Zusammenhang mit der gescheiterten Zugriffsoperation in Kundus im Jahr 2008 wurde erneut die international geführte Diskussion der Frage angefacht, ob Terrorverdächtige gezielt getötet werden dürften.
Die deutsche Position ist hierzu eindeutig. Sie lässt ausdrücklich eine Anwendung tödlicher Gewalt nur bei einem tatsächlichen oder unmittelbar bevorstehenden Angriff zu. Die Bundesregierung lehnt aus prinzipiellen Gründen der Verhältnismäßigkeit eine „‚gezielte Tötung Verdächtiger‘ im Sinne einer ‚Liquidierung‘“ ab und verweist auf die mit der NATO festgelegten Einsatzregeln (RoE: Rules of Engagement). Darüber hinausgehende Einschränkungen (sog. Caveats) mit Auswirkungen auf den Operationsplan von ISAF existieren seitens Deutschlands nicht.
Der Vorfall warf erneut die Frage der Kompatibilität des KSK mit anderen Spezialeinheiten der Alliierten auf, die „damit weniger Probleme“ hätten. So würden etwa durch britische und amerikanische Kräfte die „‚Zielpersonen‘ […] identifiziert, aufgespürt und häufig mit lasergesteuerten Waffensystemen ‚ausgeschaltet‘“. Der Spiegel führt weiter dazu aus:

„Die Bundesregierung betrachtet die Vorgehensweise der Verbündeten als ‚nicht in Übereinstimmung mit dem Völkerrecht‘. Da wundert es kaum, dass es bei der Afghanistan-Mission der Nato knirscht und kracht.
Die Kritiker halten den Deutschen vor, das Gegenteil von dem zu erreichen, was sie angeblich anstreben: ‚Die Krauts lassen die gefährlichsten Leute laufen und erhöhen damit die Bedrohung für die Afghanen und alle ausländischen Kräfte hier‘, sagte ein britischer Offizier im Kabuler ISAF-Hauptquartier an der Great Massoud Road verständnislos.“

#### Entführte Reisegruppe Ägypten 2008
Am 29. September 2008 kam eine in Ägypten entführte Reisegruppe nach zehn Tagen Gefangennahme wieder frei. Laut der Bundesministerien des Innern und der Verteidigung waren auch deutsche Spezialkräfte (KSK und GSG 9 der Bundespolizei) an der Befreiung mittelbar beteiligt, indem sie als Unterstützungskräfte vor Ort bereitgehalten wurden. Laut dem ägyptischen Verteidigungsminister und Befehlshaber der ägyptischen Streitkräfte Hussein Tantawi geschah die Befreiung durch sudanesische und ägyptische Soldaten. Nach Angaben der ehemaligen Geiseln soll jedoch gar keine Befreiungsoperation stattgefunden haben; stattdessen hätten die Entführer die Gefangenen freigelassen und ihnen sogar ein Fahrzeug für die Flucht zur ägyptischen Grenze zur Verfügung gestellt. So berichtete eine der ehemaligen Geiseln, Ibrahim Abdel Rahim, er habe den Sicherheitsbehörden mehrmals die genauen GPS-Daten ihres Standortes heimlich durchgegeben, aber das 300 km entfernt bereitstehende ägyptischen Militär habe nicht eingegriffen.

#### Verweigerung der Genehmigung einer militärischen Geiselbefreiung – Flucht der Geisel, 2015
Von Mitte April bis Mai 2015 befand sich ein deutscher Entwicklungshelfer der GIZ in der afghanischen Provinz Kundus in Geiselhaft. Ein militärisches Eingreifen, das das KSK durch eine Entsendung von 178 Soldaten vorbereitet hatte, fand aber nicht statt, da der Geisel zuvor die Flucht gelang.

#### Verweigerung der Genehmigung einer militärischen Geiselbefreiung – Befreiung durch Übergabe von Lösegeld, 2015
Von Mitte August bis Oktober 2015 befand sich eine deutsche Entwicklungshelferin der GIZ in Kabul in Geiselhaft. Zwar bat das Auswärtige Amt das KSK um Hilfe, das daraufhin eigene Soldaten zur Geiselbefreiung nach Afghanistan entsandte. Statt einer militärischen Geiselbefreiung, die letztlich nicht genehmigt wurde, fand lediglich eine Absicherung der Übergabe des Lösegeldes durch KSK-Soldaten statt.

#### Verdacht auf Korruption, 2021
Bei mehreren Ausbildungseinsätzen des KSK in Namibia zwischen 2014 und 2019 wurde das Unternehmen eines dortigen ehemaligen KSK-Soldaten mit der Durchführung von offiziellen Ausbildungseinsätzen zur „Landverlegung unter Extrembedingungen“ beauftragt. Dessen erneute Bewerbung soll das BMVg nach Hinweisen auf seine mögliche rechtsextreme Einstellung abgelehnt haben. Das BMVg prüfte laut Medienberichten den Fall sowie die bezügliche Vergabepraxis.

### Missstände innerhalb des KSK

#### Kritik an einem der Kommandeure
Reinhard Günzel, Kommandeur des KSK bis Ende 2003, veröffentlichte 2005 gemeinsam mit dem GSG-9-Gründer Ulrich Wegener und dem ehemaligen Wehrmachtsoffizier Wilhelm Walther in dem zum Verlagskomplex des rechtsextremen Verlegers Dietmar Munier gehörenden Pour le Mérite Verlag das Buch Geheime Krieger. In diesem stellte er das KSK in die Tradition der Wehrmachts-Spezialeinheit Division Brandenburg.
Daraufhin stellte die Linksfraktion im Deutschen Bundestag eine Kleine Anfrage, ob das KSK die Division Brandenburg als traditionsstiftend sehe. Damit brachte sie zum Ausdruck, dass ihrer Meinung nach das Verhältnis des Kommandeurs zu den Verbrechen der Wehrmacht im Zweiten Weltkrieg nicht hinreichend geklärt sei, weil der Division Brandenburg Verstöße gegen die Haager Landkriegsordnung vorgeworfen werden. Die Bundesregierung antwortete der Linksfraktion, dass das Traditionsverhältnis des KSK auf der „besonderen Qualifikation und dem Stolz, eine harte und fordernde Ausbildung erfolgreich durchlaufen zu haben“ beruhe, und dass Mutmaßungen über „rechtsextremistische Auffassungen Brigadegeneral a. D. Günzels während seiner aktiven Dienstzeit als Kommandeur des KSK“ jeglicher Grundlage entbehrten. Damit stellte die Regierung klar, dass es nie einen offiziellen Traditionsbezug zur Division Brandenburg gegeben habe und es sich bei Günzels publizistischer Äußerung um seine Privatmeinung handle.
Reinhard Günzel wurde am 4. November 2003 von Bundesminister der Verteidigung Peter Struck wegen eines Unterstützerbriefes an den ehemaligen Bundestagsabgeordneten Martin Hohmann, den er auf dienstlichem Papier und damit in seiner Dienststellung als Kommandeur des KSK verfasste, entlassen. Hohmann wurde im Zuge der Hohmann-Affäre wegen einer als antisemitisch bewerteten Rede aus der CDU/CSU-Fraktion ausgeschlossen. In dieser Rede über Kollektivschuld hatte er u. a. mit Verweis auf Verbrechen der Oktoberrevolution geäußert: „Daher könnte man Juden mit einiger Berechtigung als ‚Tätervolk‘ bezeichnen“.

#### Mutmaßlicher rechtsextremer Soldat Daniel K.
Anfang April 2008 veröffentlichte das Magazin Der Spiegel in seiner Ausgabe 13/2008, dass der KSK-Hauptmann Daniel K. das Mitglied der bundeswehrkritischen Soldatenvereinigung Darmstädter Signal, Oberstleutnant Jürgen Rose, mittels einer an ihn gerichteten E-Mail bedroht habe: „Sie werden beobachtet, nein nicht von impotenten instrumentalisierten Diensten, sondern von Offizieren einer neuen Generation, die handeln werden, wenn es die Zeit erforderlich macht.“ Darüber hinaus sei Rose als „Feind im Innern“ bezeichnet worden, den man „zerschlagen“ müsse. Sein Disziplinarvorgesetzter reagierte zwar mit einer Disziplinarmaßnahme, beließ es jedoch bei einem einfachen Verweis. Die Einleitung eines gerichtlichen Disziplinarverfahrens unterblieb. Diese einfache Disziplinarmaßnahme stehe der Beförderung eines ansonsten bewährten Soldaten nicht entgegen, so die Bundesregierung auf der Pressekonferenz am 2. Mai 2008. Mitte Juni 2008 berichtete Der Spiegel in der Ausgabe 25/2008, dass seitens der Bundeswehr gegen Jürgen Rose eine Disziplinarbuße von 3000 Euro verhängt worden sei, weil dieser das Kommando Spezialkräfte als „Kloake“ bezeichnet und der Einheit rechte Tendenzen vorgeworfen hatte. Oberstleutnant Jürgen Rose wurde vorzeitig in den Ruhestand verabschiedet und betätigt sich als Zivilist weiterhin im Umfeld des Darmstädter Signals und der Friedensbewegung.
Gegen Daniel K. wurde im Februar 2019, nunmehr im Dienstgrad eines Oberstleutnants, aufgrund von rechtsextremen Beiträgen in einer Facebook-Gruppe ein Dienst- und Uniformtrageverbot verhängt. In seinen Äußerungen teilte er das Gedankengut der Reichsbürger, unter anderem forderte er die Abschaffung des Bundespräsidentenamts. Noch im selben Jahr wurde er aufgrund seiner Verbindungen zur Identitären Bewegung, die durch den Militärischen Abschirmdienst aufgedeckt wurden, aus der Bundeswehr entlassen und im Anschluss mit Depressionen und einer posttraumatischen Belastungsstörung krankgeschrieben. Ferner wurde ihm arglistige Täuschung vorgeworfen, da er bei einem Einstellungsgespräch 1991 verschwiegen haben soll, dass er in den späten 1980er-Jahren zwei Jahre bei den Jungen Nationalisten tätig war. Die Entlassung wurde spätestens im Dezember 2020 vom Verwaltungsgerichtshof Baden-Württemberg aufgehoben. Zur Begründung hieß es, dass K. zwar seine politische Vorgeschichte verschwiegen hatte, diese aber vor der Ernennung zum Berufssoldaten offenlegte.
In einem Schreiben an seine Kameraden beschrieb K. sich selber als „zutiefst nationalkonservativer Patriot“, der „definitiv kein sogenannter Nazi“ sei. Er sei das Opfer einer Kampagne, da er „bestimmten medialpolitischen, aber auch feigen opportunistischen Kräften in Uniform im Weg“ stünde.

#### Mutmaßlicher rechtsextremer Soldat Andre S.
Andre S. war als KSK-Soldat Anführer und Namensgeber des Hannibal-Netzwerks. Im Zuge von Terrorermittlungen zum Fall Franco A. war er ein Kontaktmann des Militärischen Abschirmdienstes (MAD) beim KSK. Infolge eines Strafprozesses gegen seinen Verbindungsmann beim MAD wurde er verhört. Dabei stellte sich seine Rolle als Netzwerkadministrator und Mitgründer des Vereins Uniter heraus. 2017 fanden die BKA-Ermittler in seinem Wohnhaus und Elternhaus zwei Handvoll Patronen, Nebel- und Signalgranaten sowie eine Kiste mit Zündern für Handgranaten. Wegen Verstößen gegen das Waffengesetz und das Sprengstoffgesetz verhängte das Amtsgericht Böblingen im September 2019 eine Geldstrafe von 120 Tagessätzen gegen ihn. Dagegen legte er Einspruch ein. Er wurde aus dem KSK versetzt, aber nicht aus der Bundeswehr entlassen. Nach seinem Ausstieg aus dem KSK war Andre S. „Auskunftsperson“ für rechtsextremistische Tendenzen in der Bundeswehr für den MAD. Im September 2019 gab André S. an, sein Bundeswehrdienst als Soldat auf Zeit laufe zum Monatsende aus. Er entging damit einem Disziplinarverfahren.

#### Beobachtung durch den militärischen Geheimdienst infolge von verbreitetem Rechtsextremismus, 2020
Der Militärische Abschirmdienst (MAD) vermeldete Anfang 2020, dass in der gesamten Bundeswehr rund 550 Verdachtsfällen bezüglich Rechtsextremismus nachgegangen werde. Besonders betroffen ist laut dem Präsidenten des MAD das KSK, denn hier sei die Zahl der Verdachtsfälle etwa fünfmal so hoch wie im Durchschnitt. Ursächlich hierfür sei das elitäre Selbstbewusstsein der abgeschotteten Einheit, deren intensive Beziehungsgeflechte auch zu Risiken führten. In einer vertraulichen Unterrichtung räumte der Präsident des MAD vor Abgeordneten des Bundestags ein, dass sich mindestens neun von rund 20 sogenannten Verdachtsfällen bestätigt hätten und entsprechende Sanktionen gegen die Soldaten angeordnet worden seien. Gegen neun Soldaten aus dem Kommando wurden wegen ihrer Gesinnung Sanktionen ausgesprochen und gegen drei KSK-Soldaten ein Dienst- und Uniformtrageverbot verhängt. Im März 2020 wurde ein als Rechtsextremist eingestufter Soldat entlassen, bei einem weiteren stand die Entlassung bevor. Zwei Soldaten wurden versetzt. In zwei weiteren Verdachtsfällen läuft ein Disziplinarfahren. Nur in einem der insgesamt 20 Verdachtsfälle hat sich der Verdacht bis März 2020 als unbegründet herausgestellt.
Mitte September 2021 wurde bekannt, dass der MAD zwei weitere Fälle untersucht. Bei einem Fall wird der Vorwurf erhoben, dass 2015 ein Oberstabsfeldwebel eine Schwarz-Weiß-Rot-Flagge selbst gehisst oder zumindest gehisst geduldet hat. Der zweite Vorwurf betrifft einen Leutnant, der 2014 „eine geringe“ Zahl von Bildern in einer WhatsApp-Gruppe geteilt zu haben, die im rechtsextremen Kontext stehen.

#### Als Islamist eingestufter Soldat Ömer S.
Am 17. Juni 2020 wurde berichtet, dass der Stabsunteroffizier Ömer S. im Jahr 2019 dem Militärischen Abschirmdienst (MAD) gemeldet wurde und nach einer Einstufung des MAD als islamistischer Extremist Anfang 2020 aus der Bundeswehr entlassen wurde.

#### Rechtsnationaler Stabsfeldwebel Philipp Sch.
Im Sommer 2018 sagte der Kommandeur des KSK über ihn, er sei ein „Vorzeigekommandosoldat“ und ein „wesentlicher Leistungsträger“ mit ausgeprägter sozialer Kompetenz. Philipp Sch. war unter anderem ausgebildet als Rettungsschwimmer, Heeresbergführer und Fallschirmspringer.
Der Militärische Abschirmdienst (MAD) beobachtete u. a. Philipp Sch. seit Vorkommnissen im Jahr 2017. Am 27. April 2017 fand auf der Bundeswehr-Standortschießanlage Im Bernet in der Nähe von Stuttgart eine Abschiedsfeier statt für Oberstleutnant Pascal D., Kompaniechef der 2. KSK-Kompanie. Er trug dabei u. a. ein Tattoo mit einer Tschetnik-Fahne. Er absolvierte einen Parcours und warf dabei Schweineköpfe. Siegerpreis sollte eine Prostituierte sein, die zu diesem Zweck gebucht worden war. Diese wandte sich mit ihren Beobachtungen an die Öffentlichkeit. Zu Rechtsrock-Musik, wie z. B. der Gruppe Sturmwehr, sollen sich Teile der Anwesenden gegenseitig den Hitlergruß gezeigt haben, darunter Philipp Sch. Pascal D. wurde daraufhin zu einer Geldstrafe verurteilt. Für wenige andere wurden Disziplinarmaßnahmen verhängt. Die Zeugin widerrief die Hitlergruß-Anschuldigung gegen Philipp Sch. vier Jahre später.
Der MAD erhielt Anfang 2020 Hinweise vom Sohn von Philipp Sch., dass sein Vater ein Waffen- und Munitionsverstecke angelegt hätte. Der MAD schaltete am 11. Februar 2020 Ermittlungsbehörden in Sachsen ein. Am 23. März 2020 erhielten die Ermittler einen Durchsuchungsbeschluss, der am 13. Mai 2020 mit einer Razzia auf dem Grundstück des KSK-Soldaten Philipp Sch. im nordsächsischen Collm vollstreckt wurde. Bei der Durchsuchung wurde im Garten ein umfangreiches Waffen- und Munitionsversteck ausgehoben. Dabei wurden mehrere Schusswaffen (darunter eine schrottreife AK-47), mehrere tausend Stück Gewehr- und Pistolenmunition sowie Sprengstoff (darunter zwei Kilogramm PETN) sichergestellt, die größtenteils aus Bundeswehrbeständen stammten. Außerdem wurden rechtsextreme Schriften (darunter ein SS-Liederbuch) sichergestellt. Gegen den 45-jährigen Stabsfeldwebel wurde ein Haftbefehl erlassen, ein Disziplinarverfahren eröffnet, und Ermittlungen wegen Verstößen gegen das Kriegswaffenkontrollgesetz, das Waffengesetz und das Sprengstoffgesetz eingeleitet. Anfang Dezember 2020 wurde Philipp Sch. aus der Untersuchungshaft gegen Auflagen entlassen, darunter eine Sicherheitsleistung von 15.000 €.
Ein an den Ermittlungen beteiligter Oberstleutnant aus der Extremismusabwehr des MAD wurde suspendiert, weil er Ermittlungsinformationen gegen Philipp Sch. an einen befreundeten KSK-Soldaten weitergab.
Viele Politiker zeigten sich besorgt über den Vorfall. Der Kommandeur des KSK, Markus Kreitmayr, richtete einen Brandbrief an den Verband, in dem er den Fall als „schockierenden Höhepunkt“ bezeichnete, der „eine für uns alle neue Dimension erreicht“. Er appellierte an die Soldaten, gegen Rechtsextremisten in den eigenen Reihen vorzugehen. Zudem forderte er diese Soldaten dazu auf, das KSK und die Bundeswehr zu verlassen, andernfalls würden sie gefunden und entfernt werden. Das Bundesministerium der Verteidigung stellte eine Arbeitsgruppe zusammen, die bis zur parlamentarischen Sommerpause ein Maßnahmenpaket erarbeiten sollte, das „rechtsextremistische Tendenzen von vornherein unterbinden“ soll.
Am 12. März 2021 verurteilte das Landgericht Leipzig Philipp Sch. zu zwei Jahren Haft auf Bewährung. Der Richter bescheinigte ihm eine rechtsnationale Geisteshaltung. Ein rechtsextremer Gefährder aber sei Sch. nicht. Philipp Sch. war in der 2. Kompanie des KSK für die Planung und Durchführung von Schießübungen und die Munitionsübergabe an die Soldaten verantwortlich. Er erklärte seine Munitionshortung damit, dass es für den dienstlichen Gebrauch war, um bestehende Engpässe bei der Schießausbildung zu überbrücken. Im Prozess stellte die Verteidigung dar, dass es Philipp Sch. zu riskant erschien, im Rahmen der Amnestie durch Zurückgeben entwendeter Munition sein Material in der Kaserne abzugeben. Der Anwalt sagte unter anderem: „Hätte er es getan, wäre er auch heute noch ein hoch angesehener Kommandosoldat.“ Der Richter führte in Hinblick auf den KSK-Kommandeur aus: „Was hätte er denn erreicht, wenn er die Rückgabe der Munition mit einer Strafandrohung verbunden hätte? Nichts hätte er erreicht, weil kaum jemand etwas abgegeben hätte.“. Gegen das Urteil wollten sowohl die Generalbundesanwaltschaft Dresden als auch die Verteidigung von Philipp Sch. keine Revision einlegen, wodurch das Urteil am 19. März 2021 rechtskräftig wurde.

#### Brandbrief eines Whistleblowers, 2020
Im Juni 2020 schickte ein KSK-Hauptmann einen Brandbrief an Bundesministerin der Verteidigung Annegret Kramp-Karrenbauer, in dem er rechtsextreme Missstände innerhalb des Verbandes als tiefgreifend und strukturell bezeichnet. So würden rechtsextreme Tendenzen „intern zwar wahrgenommen, aber […] kollektiv ignoriert oder gar toleriert“ und etwaige Meldungen bereits in der Ausbildung unterbunden, teilweise wissentlich vertuscht und den Mitgliedern eingebläut, keine Vorkommnisse zu melden. Den angehenden KSK-Soldaten werde ein rigoroser Gehorsam antrainiert, der verbandsintern von Auszubildenden „mit dem der Waffen-SS verglichen wurde“. Ihnen würde eine Hörigkeit anerzogen, die „mit den Grenzen von Befehl und Gehorsam nach Maßstäben der Bundeswehr als unvereinbar zu bewerten“ sei. Disziplinarstrafen würden genutzt, „um Soldaten und vor allem kritische Offiziere gefügig zu machen“. Folglich gäbe es „eine Art Kadavergehorsam“, eine „Kultur des Hinnehmens rechtswidrigen Verhaltens“ und eine „toxische Verbandskultur“. Einem Ausbilder, der das Rufzeichen „Y-88“ (die 88 steht für Heil Hitler) benutzt, attestiert der Whistleblower eine „aggressiv nationalkonservative Gesinnung“. Es sei „naiv“ zu glauben, dass Soldaten wie Daniel K. Einzelfälle seien. Zur Beseitigung der Missstände schlug der Autor eine externe Untersuchung und anschließende Reformierung des KSK vor.
Neben den Missständen im Kommando Spezialkräfte war seine drohende Versetzung in eine andere Einheit für den Whistleblower ebenfalls ein Grund für sein Schreiben. Als Grund der Versetzung war eine „außereheliche Affäre“ angeführt, die den Ausbildern zufolge eine „charakterliche Nichteignung“ zeigen würde. Der Whistleblower sah dies als „willkürliche Strafmaßnahme“ gegen ihn an. Nach Aussage des Whistleblowers wurde die Versetzung nach Bekanntwerden seines Schreibens durch den KSK-Kommandeur Kreitmayr gestoppt. Der Whistleblower sollte daraufhin die Führung des KSK bei der Reformierung beraten.

#### Amnestie durch Zurückgeben entwendeter Munition, 2020
Im Februar 2021 wurde bekannt, dass auf mündlichen Befehl des KSK-Kommandeurs hin die KSK-Soldaten vom März bis Mai 2020 unterschlagene Munition zurückgeben konnten und dabei keine negativen Konsequenzen zu befürchten hatten. Dabei kam eine größere Menge an Munition zusammen als vermisst worden war. Kurz darauf räumte Verteidigungsministerin Annegret Kramp-Karrenbauer ein, seit Monaten von der Amnestie gewusst und diese vor dem Verteidigungsausschuss verschwiegen zu haben.

#### Festnahmen wegen Verdachts der Planung eines bewaffneten militärischen Staatsstreichs, 2022
Zu den im Rahmen der bundesweiten Razzia am 7. Dezember 2022 wegen Verdachts der Planung eines bewaffneten militärischen Staatsstreichs verhafteten Personen gehört der bis dato in der Logistik des KSK in Calw tätige Oberstabsfeldwebel Andreas M. Ferner wurde der pensionierte Mitgründer des KSK, Oberst a.D Maximilian Eder, festgenommen.

### Die Auflösung der 2. Kompanie des KSK im Jahr 2020
Die Auflösung der 2. Kompanie des KSK wurde zum 1. August 2020 im Zuge einer umfassenden Reform der Einheit angekündigt. Diese Reform wurde aufgrund von rechtsextremistischen Vorfällen und strukturellen Problemen innerhalb des KSK eingeleitet.
Es standen rund 20 Personen der Kommandokompanie (KSK) unter Beobachtung des Militärischen Abschirmdienstes (MAD). Die 2. Kommandokompanie war bereits 2017 durch rechtsextremistisches Verhalten bei einer Feier negativ aufgefallen. Hinzu kamen Dokumentierte „toxische Führungskultur“, „extremistische Tendenzen“ und ein „laxer Umgang mit Material und Munition“. Aufgrund dieser Entwicklung hat das Bundesministerium der Verteidigung (BMVg) entschieden, die 2. der vier Einsatzkompanien des KSK aufzulösen. Von der beschlossenen Auflösung waren etwa 70 Soldaten betroffen.

### Angekündigte Reformen im Zuge der offenbarten Missstände, 2020
Als Reaktion auf die rechtsextremen Vorfälle gab Bundesministerin der Verteidigung Annegret Kramp-Karrenbauer Ende Juni 2020 ein 60 Einzelmaßnahmen umfassendes Reformpaket bekannt, dessen Umsetzung im Oktober 2020 abgeschlossen sein soll, und kündigte den Einsatz eines „eisernen Besens“ an. Die Maßnahmen umfassen unter anderem die Auflösung der 2. Kommandokompanie des KSK, welche am 1. August 2020 erfolgte, die Ausgliederung der Ausbildung, welche das KSK bisher eigenständig organisiert hatte, an die Infanterieschule und damit deren Unterstellung unter das Ausbildungskommando; außerdem eine zukünftige Höchstverweildauer von KSK-Soldaten, die mit einer Versetzung in andere Truppenteile der Bundeswehr einhergeht, ehe sie von dort erneut in das KSK versetzt werden können. Des Weiteren wurde eine strengere Kontrolle der Waffen- und Munitionsbestände für das KSK angekündigt, da – laut einem Bericht an den Bundestag – der Verbleib von 85.000 Schuss Munition und 62 Kilogramm Sprengstoff unklar sei.
MAD-Präsident Gramm sprach am 29. Juni 2020 vor dem Parlamentarischen Kontrollgremium zum ersten Mal von Hinweisen auf „rechtsextreme Netzwerke“. Dieser Verdacht hat sich gemäß dem Abschlussbericht des Generalinspekteurs vom 9. Juni 2021 jedoch nicht bestätigt.
Im Jahr 2022 meldete die Bundeswehr, dass die Reformen umgesetzt seien. Außerdem wurden vor der Toren der Graf-Zeppelin-Kaserne ein Besucherzentrum eröffnet.

### Liste der Kommandeure
Bisherige Kommandeure waren:
| Name                                    | Beginn der Berufung | Ende der Berufung  |
| --------------------------------------- | ------------------- | ------------------ |
| Brigadegeneral Alexander Krone          | 14. Juni 2024       |                    |
| Brigadegeneral Ansgar Meyer             | 30. September 2021  | 14. Juni 2024      |
| Brigadegeneral Markus Kreitmayr         | 26. Juni 2018       | 30. September 2021 |
| Brigadegeneral Alexander Sollfrank      | 23. Juni 2017       | 26. Juni 2018      |
| Brigadegeneral Dag Knut Baehr           | 27. März 2013       | 23. Juni 2017      |
| Brigadegeneral Heinz Josef Feldmann     | 1. Oktober 2010     | 27. März 2013      |
| Brigadegeneral Hans-Christoph Ammon     | 29. Juni 2007       | 1. Oktober 2010    |
| Brigadegeneral Rainer Hartbrod          | 18. August 2005     | 29. Juni 2007      |
| Brigadegeneral Carl-Hubertus von Butler | 14. November 2003   | 18. August 2005    |
| Brigadegeneral Reinhard Günzel          | 23. November 2000   | 5. November 2003   |
| Brigadegeneral Hans-Heinrich Dieter     | 1. Oktober 1998     | 23. November 2000  |
| Brigadegeneral Fred Schulz              | 20. September 1996  | 30. September 1998 |

### Verluste
Die Verluste des KSK werden üblicherweise geheim gehalten. Insgesamt sollen während seines Bestehens 19 Soldaten ums Leben gekommen sein (Stand 2022). Daniel Wirth ist der erste bekannte Angehörige des KSK, der im Einsatz fiel. Er wurde bei einem ISAF-Einsatz im Norden Afghanistans am 4. Mai 2013 von einem Angehörigen der Taliban erschossen.

## Auftrag

### Auftragsdefinition
Die Bundeswehr unterteilt den Auftrag des KSK in vier Haupteinsatzprofile und formuliert ihn so:
- Schutz deutscher Einrichtungen und Kräfte im Ausland sowie von Personen in besonderen Lagen
- Retten, Befreien und Evakuieren von Personen
- Militärische Aufklärung zur Schaffung eigener Informationsüberlegenheit
- Kampf gegen Ziele hoher Priorität auf gegnerischem oder feindbesetztem Gebiet

Das KSK ist besonders zu schnell ablaufenden und gezielten Kommandoeinsätzen unter bestmöglicher Vermeidung etwaiger Eskalation und sogenannter Kollateralschäden befähigt. Spezialkräfte werden entweder in Ergänzung herkömmlichen Militärs eingesetzt oder statt diesem, wenn der Einsatz konventioneller Kräfte nicht angezeigt ist. Das KSK wird im Frieden auf Weisung des Bundesministers der Verteidigung eingesetzt, wenn besondere Aufgaben von hoher Bedeutung für die strategische und operative Führung erfüllt werden sollen, die von herkömmlichen militärischen Kräften entweder gar nicht oder nicht mit der erforderlichen Wirkung ausgeführt werden können. Laut Bundeswehr muss die Planung und Ausführung von KSK-Operationen unter hoher Geheimhaltung geschehen, da sonst die Soldaten und die Missionsziele unnötig gefährdet wären.

### Einsatzprofil

#### Aufklärung
(Fern-)Aufklärung und Überwachung von relevanten militärischen Zielen dient zur Gewinnung von Schlüsselinformationen über Truppenbewegungen, Stellungen und personelle und materielle Ressourcen des Gegners. Dies kann durch Spezialkräfte sowohl in Uniform als auch mit verdeckten Operationen durchgeführt werden. Zu diesem Einsatzspektrum gehört auch die Erkundung und Sondierung möglicher Einsatzgebiete im Rahmen von Vorauskommandos als Entscheidungshilfe für die weitere Entsendung von Truppenkontingenten. Die präventive Abwehr feindlicher Kommandoeinheiten (Infiltrationsversuche) und verdeckt operierender Kräfte gehören ebenso zum genannten Bereich. Soldaten des KSK können darüber hinaus auch als vorgeschobener Beobachter und als Forward Air Controller eingesetzt werden, um das Feuer der Artillerie zu lenken oder Luftnahunterstützung zu leiten.

#### Terrorismusbekämpfung
Das Einsatzspektrum des KSK umfasst auch die Abwehr terroristischer Bedrohungen aller Art. Es trägt nicht nur aktiv, sondern auch passiv durch Schutz eigener Kräfte und Einrichtungen in Krisengebieten zur Sicherstellung der Operationsfreiheit konventioneller Truppenteile bei. Weitere Aufgabenfelder sind Geiselbefreiungen aus allen erdenklichen Szenarien und Personenschutz gefährdeter Kommandeure und ziviler Würdenträger im Ausland. Eine militärische Geiselbefreiung durch das KSK hat (Stand Juni 2020) dennoch nie stattgefunden.

#### Rettung, Evakuierung und Bergung
Eine weitere Einsatzart ist die Evakuierung, Rettung und Bergung aus terroristischer und kriegsbedingter Bedrohung von Personal und Ausrüstung hinter feindlichen Linien (auch unter Anwendung militärischer Gewalt). Das KSK ist für Such- und Rettungseinsätze in Gefechtssituationen (CSAR) ausgebildet.

#### Kommandoeinsätze
Der klassische Einsatz des KSK erfolgt in Kommandooperationen. Diese umfassen das gezielte Einnehmen, Unbrauchbarmachen oder Zerstören von feindlichen Schlüsselstellungen wie Flugplätzen, Kommunikations- und Führungszentren, Artillerie- und Raketenstellungen, Brücken, Häfen, Nachschubbasen, Bunkern oder sonstiger besonders wertvoller Infrastruktur des Gegners. Diese Überfälle (engl. direct action) werden im Handstreich entweder an der Front oder aber, nach erfolgreicher Infiltration, im feindlichen Hinterland durchgeführt.

#### Militärberatung
Das KSK ist in die militärische Zusammenarbeit und Ausbildungsunterstützung von potentiellen NATO-Aufnahmestaaten eingebunden.

## Rechtsgrundlage und rechtliche Problematik
Das KSK kann, wie auch das übrige deutsche Militär, grundsätzlich nicht ohne Zustimmung des Deutschen Bundestages an bewaffneten Einsätzen im Ausland teilnehmen. Die einzige Ausnahme ist Gefahr im Verzug für deutsche Staatsbürger. In diesem Fall ist das Parlament so schnell wie möglich nachträglich zu befragen.

### Ergebnisse des Untersuchungsausschusses zur Kurnaz-Affäre
Die Untersuchung des Falles Kurnaz hat gezeigt, dass die Rechtsgrundlage für die Gefangennahme feindlicher Kombattanten und Terrorverdächtiger in Afghanistan jeweils vom nationalen Recht der Verbündeten geprägt ist. Es gibt keine gemeinsame rechtliche Einsatzgrundlage. Nach Ansicht des verteidigungspolitischen Sprechers von Bündnis 90/Die Grünen, Winfried Nachtwei, habe dieses „Problem der rechtlichen Interoperabilität“ dazu geführt, dass das „Einsatzspektrum in die weniger intensiven Stufen verlegt“ worden sei.
Der Untersuchungsausschuss zur Kurnaz-Affäre zeigte viele Situationen auf, in denen die Soldaten in rechtlich ungeklärtem Rahmen agieren. So ließ sich laut FAZ die Möglichkeit der Folter durch Soldaten des KSK nach der Kurnaz-Affäre nicht mehr ausschließen.
Über die rechtliche Grauzone, in denen KSK-Soldaten zuweilen operieren müssen, berichtete der Stern:

„‚Wir haben in Afghanistan gesehen, wie ekelhaft US-Soldaten mit Afghanen umgesprungen sind, Fußtritte und Kolbenstöße waren noch harmlos. Sie haben sie behandelt wie Untermenschen‘. Die Deutschen hätten auch erlebt, wie Amerikaner ‚bei der Operation Anaconda ganze Dörfer platt machten‘ und ‚Türschlösser rausrissen: Hier Jungs, frei zum Plündern‘. Der hochrangige Ex-KSK-Mann sagt: ‚Die Bilder von Abu Ghraib, das Foltern in irakischen Gefängnissen, haben mich absolut nicht überrascht.‘ Offiziell heißt es im Verteidigungsministerium, KSK-Soldaten hätten in Afghanistan nur eine Handvoll Gefangene gemacht und die wieder laufen lassen. Wahr ist, ‚dass wir immer Amerikaner dabei hatten, wenn Gefangene gemacht wurden. So haben die eben die Verdächtigen festgenommen, nicht wir‘. Eigentlich dürfen deutsche Soldaten Gefangene nicht an ein Land übergeben, in dem die Todesstrafe verhängt wird. ‚Im Grunde ist es eine Sauerei, unsere Jungs mit ungeklärter Rechtslage da reinzuschicken‘, sagt der Ex-Offizier. ‚Steht unser 28-jähriger Trooper mit einem Bein im Gefängnis, wenn die Amis seinen Gefangenen hinrichten?‘“

### Mangelnde Transparenz aufgrund der Geheimhaltungspraxis
Das KSK wird in der Gesellschaft als ausgewiesene „Elitetruppe“ wahrgenommen, die geheime Einsätze im Verborgenen ausführt und dies möglicherweise ohne ausreichende parlamentarische Kontrolle tut. Im Gegensatz dazu bemüht sich die Bundeswehr, diesen elitären Charakter zu relativieren, weil sich dies nur mit einigen Schwierigkeiten mit dem Leitbild des Staatsbürgers in Uniform vereinbaren lässt. Auch betont die Bundeswehr regelmäßig, dass es für das KSK keine besonderen rechtlichen Einsatzgrundlagen gebe und es aus diesem Grund auch allen anderen Bundeswehreinheiten gleichgestellt sei.
Auch konnte sich das politische Verständnis der Gesellschaft noch nicht hinreichend entwickeln und die Rolle der Spezialkräfte als Instrument der deutschen Außen- und Sicherheitspolitik wurde, auch wegen eines fehlenden strategisch-operativen Zielsystems für Auslandseinsätze der Bundeswehr, in der Öffentlichkeit bisher unzureichend diskutiert.
Die Bundesregierung nährt das Misstrauen der Öffentlichkeit allerdings, weil sie es auch nach abgeschlossenen Einsätzen ablehnt, zu deren Ablauf und zu Erfolgen oder Verlusten Stellung zu nehmen. Diese intransparente Informationspolitik ist zwar im Hinblick auf eine entsprechende Güterabwägung zwischen der Operationssicherheit des KSK einerseits und dem Recht auf Information der Öffentlichkeit andererseits, nachvollziehbar, nährt aber Zweifel an der Legitimität der KSK-Einsätze. Auch entspricht eine solche Geheimhaltungspraxis nicht der politischen Kultur der Bundesrepublik, da dort üblicherweise staatliches Handeln öffentlich ist.
Die immer wieder durch die Presse in ihrer Funktion als „vierte Gewalt“ veröffentlichten Informationen und auch Skandale tragen nicht dazu bei, das Vertrauen der Öffentlichkeit in ein rechtmäßiges Handeln der Truppe zu fördern. Gleichzeitig wird die restriktive Öffentlichkeitsarbeit der Bundesregierung zu einer Untermauerung dieser Wahrnehmung.
Auch die Friedensbewegung kritisiert, dass die Regierung das Parlament nicht über die Einsätze informiert, weder vorher noch nachher. Nach § 6 des Parlamentsbeteiligungsgesetzes (ParlBetG) von 2005 hat die Exekutive zwar eine Unterrichtungspflicht gegenüber dem Parlament, doch wie schon bei früheren Einsätzen von Spezialkräften ignoriere sie diese Vorgaben, da sie im Rahmen einer öffentlich-rechtlichen Güterabwägung die Operationssicherheit der Soldaten höher einschätzt als das Beteiligungsrecht des Parlaments. So würden selbst die Obleute der Bundestagsfraktionen nicht alle gewünschten Informationen erhalten. Aus diesem Grund sind etliche Parlamentarier der Auffassung, nicht hinreichend informiert zu sein, und bemängeln, deswegen die erforderliche parlamentarische Kontrolle nicht ordnungsgemäß ausüben zu können.
Die Staatspraxis hat angesichts des Widerspruchs zwischen Parlamentsbeteiligungsgesetz und der erforderlichen Geheimhaltung ein informelles Verfahren entwickelt, bei dem das Bundesministerium der Verteidigung die Obleute im Verteidigungsausschuss vertraulich über solche Einsätze informiert. Weil dieses Verfahren weiterhin kritisiert wird, hat sich die Bundesregierung dazu verpflichtet, auch die Vorsitzenden und Stellvertreter des Verteidigungs- und Auswärtigen Ausschusses alle sechs Monate zu informieren. Dennoch bleibt die Frage, ob tatsächlich weiter von einer „Parlamentsarmee“ die Rede sein kann, wenn lediglich 14 Bundestagsabgeordnete von insgesamt 709 Genaueres über die KSK-Einsätze erfahren. Auch ändert diese Praxis nichts an dem informellen Charakter dieser Vorgehensweise und ist deshalb nicht geeignet, die Zweifel an der Verfassungsmäßigkeit dieser Praxis, was den Parlamentsvorbehalt für den Einsatz von Streitkräften anbelangt, auszuräumen.
Die Bundesregierung reagierte auf die Frage nach der Gewährleistung der parlamentarischen Kontrolle geheimhaltungsbedürftiger Einsätze 2007 mit einem Schreiben an die Fraktionsvorsitzenden mit dem Vorschlag, das gegenwärtig praktizierte informelle Verfahren geringfügig weiterzuentwickeln, aber beizubehalten. Ein Gesetzentwurf der FDP-Fraktion sieht stattdessen die Einrichtung eines Parlamentarischen Kontrollgremiums für besondere Auslandseinsätze vor, ähnlich dem des Geheimdienstausschusses. Bisher ist noch keine Entscheidung gefällt worden. Dennoch würde nach Georg Axer, rechtswissenschaftlicher Mitarbeiter von Professor Seifert (Universität Erfurt), die Einrichtung eines Bundestagsausschusses für besondere Einsätze im Sinne des konsequenten Gebots einer parlamentarischen Beteiligung bei geheimhaltungspflichtigen Einsätzen, eine geeignete Maßnahme sein, dieses Spannungsfeld zwischen parlamentarischer Kontrolle und Geheimhaltung adäquat zu lösen. Allerdings nur, wenn der ursprüngliche Entwurf der FDP dahingehend modifiziert würde, dass der Gesetzgeber die im Weißbuch der Bundeswehr 2006 formulierte „flexible Einsatzarmee“ auch in der Ausgestaltung der Regelungen über die Parlamentsbeteiligung abbildet.
Die Rechtmäßigkeit dieser Praxis wird damit von Teilen der Öffentlichkeit in Zweifel gezogen, da sie der Ansicht sind, dass das KSK dadurch faktisch eher Truppe der Exekutive sei als ein Teil einer „Parlamentsarmee“.
Im September stellte der Verteidigungsausschuss fest, dass die Bundesregierung ihrer gesetzlichen Pflicht, das Parlament über KSK-Einsätze zu informieren, bisher nicht ausreichend nachgekommen sei und es einen Regelungsbedarf für ein Informationsverfahren gebe, das den Ansprüchen des Parlamentsbeteiligungsgesetzes (ParlBetG) gerecht wird, ohne jedoch die erforderliche Operationssicherheit der Soldaten zu gefährden.
Für die Vermittlung von Informationen über Einsätze des Kommandos ist das Einsatzführungskommando der Bundeswehr (EinsFüKdoBw) zuständig. Journalisten sind zumeist auf Insider-Informationen, gezielte, aber nicht namentlich genannte „Indiskretionen aus informierten Kreisen“, zum Beispiel von betrauten Abgeordneten, angewiesen.
Nach wiederholter Kritik an dieser Praxis, sowohl durch Abgeordnete als auch durch die Medien, hat die Bundesregierung mit der Verlängerung des Mandates zur Operation Enduring Freedom (OEF) angekündigt, die Informationspolitik im Einvernehmen mit den Vorsitzenden der Bundestagsfraktionen zu verbessern.
Im November 2018 startete die Bundeswehr eine umfangreiche Webserie über das KSK, mit der nach 22 Jahren ein Paradigmenwechsel in der Öffentlichkeitsarbeit des Verbandes eingeleitet wurde.

## Organisation
Das KSK ist in die Struktur der Bundeswehr eingebunden und truppendienstlich ein regulärer Verband des Heeres.
Der Großverband KSK gliedert sich in den Stab sowie Kommando- und Unterstützungskräfte.
Das KSK hat eine Sollstärke von rund 1.100 Soldaten. Davon ist der Großteil im Unterstützungs-, Stabs- oder Fernmeldebereich eingesetzt, der die logistische Versorgung, die Führungsunterstützung und Einsatzbereitschaft des Verbands sicherstellen soll. Die eigentlichen Kommandokräfte im Kommandokernbereich bilden einen kleinen Teil, der nur mit Hilfe dieser Unterstützungskräfte operieren und funktionieren kann. Die genaue Anzahl der einsatzbereiten Kommandosoldaten (Kommandosoldaten und -feldwebel) ist als Verschlusssache eingestuft. Nach Presseberichten soll sie bei 400 bis 500 Kommandosoldaten liegen, einer Zahl, die jedoch aus Mangel an qualifizierten Bewerbern nie erreicht worden sei.
Die 2. Kommandokompanie wurde im Zuge der umfassenden Reformen nach Häufungen rechtsextremer Vorkommnisse zum 1. August 2020 aufgelöst. Personell wurden dabei Versetzungen aus dem KSK oder in andere Bereiche des KSK angeordnet.
Die Stabs- und Führungsunterstützungskompanie Special Operations Component Command (SOCC) in Hardheim wurde im März 2021 aus der Struktur des KSK herausgelöst und direkt der DSK unterstellt.
Der Bereich Ausbildung wurde zum 1. April 2021 der Infanterieschule unterstellt.

### Gliederung
Das Kommando Spezialkräfte (KSK) in Calw gliedert sich in:
- Stab Kommando Spezialkräfte (KSK)
  -  Psychologischer Dienst
  -  Sprachendienst
  -  1. Kommandokompanie
  -  3. Kommandokompanie
  -  4. Kommandokompanie
  -  Spezialkommandokompanie
  -  Spezialaufklärungskompanie[190]
- Unterstützungskräfte
  -  Versorgungskompanie
  -  Fernmeldekompanie
  -  Unterstützungskompanie
    -  Nachschub-/Umschlagszug
    -  Instandsetzungszug
    -  Fallschirmgeräte- und Luftumschlagszug

  -  Sanitätszentrum
- Bereich Weiterentwicklung

```
Ehemals:   
 2. Kommandokompanie (aufgelöst)
```

### Führung
Für den Einsatz unterstehen die Kräfte des KSK truppendienstlich der Abteilung Spezialoperationen im Einsatzführungskommando der Bundeswehr in Geltow bei Potsdam, und bei multinationalen Einsätzen taktisch und operativ einem streitkräftegemeinsamen Gefechtsstand, einem Combined Joint Forces Special Operations Component Command (CJFSOCC). Damit wird eine zentrale Führung aller Spezialkräfte innerhalb einer Operation sichergestellt.

### Stab KSK (Kommandostab)
Der Kommandostab unterstützt den Kommandeur in seiner Führungsfunktion und ist unter anderem verantwortlich für die Koordination von Ausbildung, Übung und Einsatz. Er wird geführt vom „Kommandeur KSK“, einem Brigadegeneral (B 6-Planstelle). Der Kommandeur des KSK füllt gleichzeitig die Dienststellung „General Spezialkräfte“ aus. Der Kommandostab unterscheidet sich von einem herkömmlichen Brigadestab. Zwar ist er ebenfalls nach Führungsgrundgebieten gegliedert, hat aber darüber hinaus noch die Abteilung „Operation und Übung“, die sowohl für sämtliche Ausbildungs- und Übungsvorhaben zuständig ist als auch als Lage- und Planungszentrum für das übergeordnete KdoFOSK dient, das es in seiner operativen Verantwortung für KSK-Einsätze unterstützt. Eine Besonderheit sind der im Kommandostab integrierte Sprachendienst und der psychologische Dienst, der sowohl für die Rekrutierung und Eignungsprüfungen verantwortlich ist als auch für die Betreuung der Soldaten vor, während und nach Einsätzen.

### Kommandokräfte
Die Kommandokräfte des KSK bestehen aus drei Kommandokompanien sowie einer Spezialkommandokompanie und der Spezialaufklärungskompanie.

### Spezialkommandokompanie
Im Oktober 2004 wurde die Spezialkommandokompanie aufgestellt. Die Spezialkommandokompanie stellt besonders befähigte Teams in den Aufgabenstellungen Combat Control (taktische Luftraumkontrolle), streitkräftegemeinsame Taktische Feuerunterstützung, Counter IED und EOD (Abwehr von Bedrohungen durch Explosivstoffe), Spezialsprengungen und Spezialdiensthunde bereit. Alle Spezialisierungen der Soldaten bauen auf ihrer grundsätzlichen Befähigung zum Kommandosoldat auf. Hier dienen in der Regel ältere und erfahrene Kommandosoldaten, die bei Bedarf die Kommandokompanien in Einsätzen und Übungen unterstützen. Die Spezialkommandokompanie ist meist die erste und letzte im Operationsgebiet, so wie auch ihr Wahlspruch lautet: „Als Erste rein, als Letzte raus“.

### Spezialaufklärungskompanie
Spezifische Aufklärungsfähigkeiten werden abhängig von Lage und Auftrag durch die Spezialaufklärungskompanie bereitgestellt. Deren Personal besteht hauptsächlich aus Kommandosoldaten und besonders ausgewählten und ausgebildeten Aufklärungssoldaten. Diese sind in der Lage, auch unter Einsatzbelastungen in Spezialoperationen unmittelbar mit den Kommandotrupps zusammenzuarbeiten und bringen dort ihre Fähigkeiten zur drohnengestützten, technischen und multispektralen Aufklärung sowie Detektion und Identifikation von ABC-Kampf- oder Gefahrenstoffen ein. Aufklärungssoldatinnen stellen das „Female Engagement“ dort sicher, wo die kulturellen Bedingungen in Einsatzgebieten es erfordern.

### Kommandokompanie

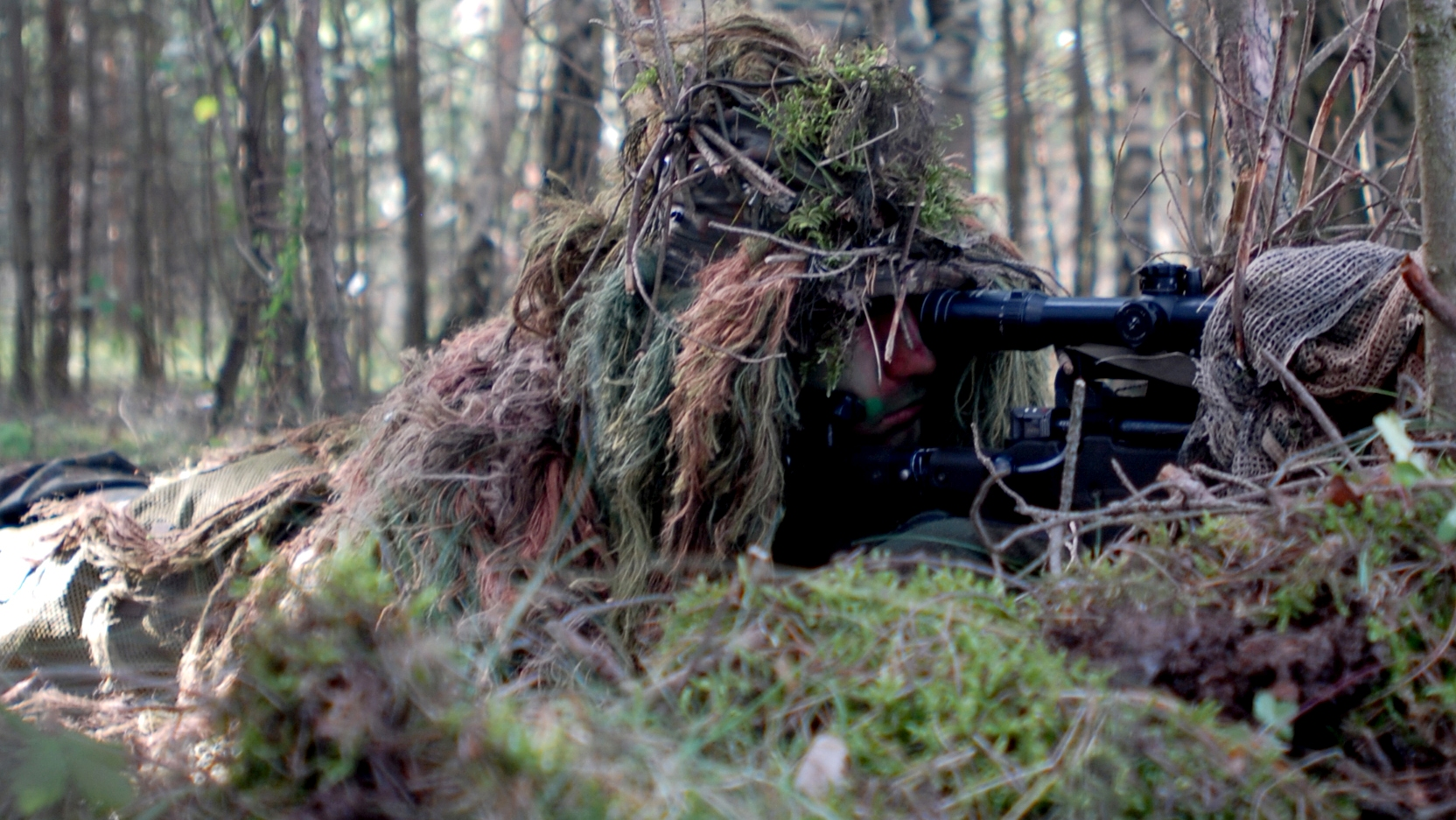
Ein KSK-Scharfschütze mit Ghillie-Anzug bei einer internationalen Übung

Die Mannstärke einer Kommandokompanie wird auf ca. 100 Soldaten geschätzt, davon 64 Mann Einsatzkräfte. Wegen der Geheimhaltung gibt es keine offiziellen Angaben zu den genauen Zahlen. Jede der drei Kommandokompanien besteht aus sechs Zügen: einer Führungsgruppe und fünf Kommandozügen, die je eine Spezialisierung aufweisen, die sich auf deren Verbringungs- und Einsatzart bezieht. Damit ist die Fähigkeit gemeint, ein Einsatzgebiet auf eine bestimmte Art zu erreichen, um dort einen Kommandoauftrag durchzuführen (Land, Luft, Wasser und Gebirge):
- Spezialzug für Land/Wüste:[194]

Die Soldaten des Landzuges sind Spezialisten für komplexe landbewegliche Kommandoeinsätze und für Wüstenkriegführung. Darüber hinaus sind sie zum Führen vieler in der Bundeswehr in Gebrauch befindlichen Fahrzeuge und zur Gefechtsschadensinstandsetzung (kleinere Reparaturen) und zur Fremdgewinnung (Erbeuten) gegnerischer Fahrzeuge und deren Nutzbarmachung besonders befähigt. Ferner sind sie Experten für Fahrsicherheitstraining und das Führen und Beherrschen von Fahrzeugen unter Volllast. Diese Fähigkeit kann besonders bei verdeckten Operationen von Nutzen sein, wenn ein Ziel (Person oder Fahrzeug) sich durch Flucht einer Observation oder einem Zugriff entziehen will (Verfolgung).
- Fallschirmspezialzug: sogenannter Vertikal-Zug, Freifaller, ausgebildet für HAHO-Sprungtechniken (High Altitude – High Opening):[194]

Die Soldaten des Vertikalzugs sind für den militärischen Freifall sowohl für den Sprung aus Starrflüglern (Flugzeug) als auch aus Drehflüglern (Hubschrauber) ausgebildet. Flächenfallschirme ermöglichen Gleiteinsätze über Distanzen bis zu 40 Kilometer zwischen Absprungs- und Landeort, um unbemerkt in die Tiefe des gegnerischen Raumes einzudringen. Ferner sind sie in der Lage, nicht sprungtaugliche externe Spezialisten wie Ärzte, Angehörige der Nachrichtendienste oder Verhandlungsführer sowie Schwerlasten im Tandemsprung ins Operationsgebiet zu bringen.
- Amphibischer Zug: Amphibische Kriegsführung, (reduzierte) Kampfschwimmerausbildung und Dschungelkampf:[194]

Spezialisten der amphibischen Verbringung sind besonders in der Überwindung stehender und fließender Gewässer sowie der seegestützten Stranderkundung befähigt und teilweise als Kampftaucher ausgebildet. Der Schwerpunkt liegt aber hier auf der Verbringung durchs Wasser zum Ziel, das KSK führt keine Angriffe auf Seeziele aus (dies ist Aufgabe des Kommandos Spezialkräfte der Marine – KSM). Die dritte Spezialisierung ist der Dschungelkampf, das sogenannte „Dschungel-Konzept“.
- Gebirgs-/Arktiszug: Gebirgskrieg und Winterkampf:[194]

Die Truppführer des Gebirgszugs sind ausgebildete Heeresbergführer und somit befähigt, auch Personen (beispielsweise zivile oder nachrichtendienstliche Experten) ohne alpine Kenntnisse sicher durch Gebirgsregionen zu geleiten. Die Truppsoldaten haben den Ausbildungsstand von Gebirgsjägern und sind allesamt besonders für Winterkampf und arktische Umgebung ausgebildet.
- Fernspäh-/Scharfschützenzug:

Der Scharfschützen- und Aufklärungszug bildet das Aufklärungselement der Kommandokompanie. Die Fähigkeit Scharfschütze Spezialkräfte und komplexe Aufklärungsqualitäten zeichnen dieses Element aus.
Durch diese Aufteilung wird gewährleistet, dass jede Kommandokompanie in allen Kommandoeinsatzverfahren ausgebildet ist und diese auch durchführen kann.

### Kommandozug
Jeder Zug in der Kommandokompanie hat seine Schwerpunktverbringung (Spezialisierung), durchläuft aber auch zum Teil die Verbringungsausbildung der anderen Züge. Zudem können alle Züge aus der Luft über ihrem Einsatzgebiet taktisch abgesetzt werden. Die Vertikalzüge sind in der manuellen Fallschirmauslösung besonders befähigt. Ein Kommandozug besteht aus vier Kommandotrupps mit 16 Soldaten. Das KSK ist in seiner Gesamtheit ein Luftlandeverband mit unterschiedlichen Verbringungsmöglichkeiten. Die Verbringung wird jedoch immer nur als der Weg zum Einsatz betrachtet. Schwerpunkt ist und bleibt die Einsatzfähigkeit Retten und Befreien, in der das KSK mittlerweile eine führende Rolle innerhalb der deutschen Spezialeinheiten, auch und gerade im Vergleich zur GSG 9 der Bundespolizei, einnimmt. Der Grund dafür liegt in der erweiterten Ausbildung des KSK, die ihr auch einen Einsatz in „nicht sicherem Umfeld“ erlaubt, was den entscheidenden Unterschied zu polizeilichen Sondereinheiten darstellt. Beispielsweise ist eine Befreiungsoperation in feindlich kontrolliertem Gebiet mit ganz anderen einsatztaktischen Gesichtspunkten und Gefahren verbunden als eine Geiselbefreiung der Polizei im Inland. Das KSK nutzt jedoch auch polizeiähnliche Taktiken im eigenen militärischen Umfeld. Bund und Länder delegieren regelmäßig Beamte ihrer polizeilichen Spezialeinheiten zu Ausbildungs- und Lehrgängen nach Calw, um Erfahrungen zu sammeln und Informationen auszutauschen.

### Kommandotrupp
Der Kommandotrupp (KdoTrp) ist das Grundelement im Kommandokampf. Jeder Kommandotrupp besteht aus vier Kommandosoldaten, von denen jeweils einer als Waffen-, Pionier-, Fernmelde- und Sanitätsspezialist ausgebildet ist. Da der Trupp in der Regel autark operiert, verfügen die Sanitäter (KSK-intern „Medic“ genannt) neben ihrer Qualifikation als Rettungssanitäter auch über eine Zusatzausbildung in Traumamedizin, und ihre medizinischen Kompetenzen reichen weit über die ihrer zivilen Berufskollegen hinaus. Sie dürfen Zugänge legen, intubieren, chirurgische Eingriffe durchführen und Medikamente und Narkotika verabreichen. Der Kommandotrupp wird regelmäßig von einem erfahrenen Kommandofeldwebel im Dienstgrad eines Hauptfeldwebels (HptFw) geführt. Mehrere Trupps, oder je nach Lage auch größere Trupps, werden von einem erfahrenen Offizier geführt. Die Kommandooffiziere (KdoOffz) durchlaufen grundsätzlich die gleiche Ausbildung und Spezialisierung wie die Kommandofeldwebel (KdoFw) und werden darüber hinaus im taktisch-operativen Bereich mehr gefordert und entsprechend ausgebildet. Von dieser Grundstruktur kann je nach Lage und Auftrag abgewichen werden.
Seit 2005 wird auch über eine organisatorisch-konzeptionelle Veränderung nachgedacht. So soll die bisher kleinste taktische Einheit, der aus vier Spezialisten bestehende Kommandotrupp, auf fünf bis sechs Mann vergrößert werden, weil das schiere Gewicht der benötigten Ausrüstung mittlerweile von vier Mann kaum noch zu tragen ist. So haben renommierte Spezialeinheiten, wie der britische Special Air Service und auch die israelische Sajeret Matkal bereits das Kernteam auf fünf Mann erhöht, die südafrikanischen Recce Commandos auf sechs.

### Sanitätsspezialzug
Der Anfang 2018 neu aufgestellte Sanitätsspezialzug (SanSpezZg) des Kommandos Spezialkräfte (KSK) unterstützt die Kommandokräfte im weltweiten Einsatz und sichert deren medizinische Versorgung. Der Zug besteht aus vier Gruppen.
Jede Gruppe besteht aus drei Trupps mit unterschiedlichen Spezialisierungen, wie der Höhen- und technischen Rettung oder dem medizinischen ABC-Schutz, also der Verwundetenversorgung unter ABC-Bedrohung. Die Trupps sind Luftlanderettungstrupps – alle im Team sind Fallschirmspringer. Zu jedem Trupp gehören zwei Feldwebel mit der Ausbildung zum Notfallsanitäter und ein Unteroffizier als Einsatzsanitäter. Je nach Szenario kann jedem Trupp auch ein Arzt zugeteilt werden, der dadurch zum Luftbeweglichen Arzttrupp wird. Der Truppführer ist als Kommandosoldat ausgebildet. Alle anderen im Team haben zu ihrer sanitätsdienstlichen eine zusätzliche militärische Ausbildung, um mit den Kommandosoldaten Schritt halten zu können. Jede der vier Gruppen ist einer Einsatzkompanie des KSK zugeordnet.

### Unterstützungsbereich
Der Unterstützungsbereich besteht aus drei Kompanien und dem Sanitätszentrum. Er ist für die weltweite Sicherstellung der Einsatzfähigkeit der operativen Kräfte zuständig. Diese muss grundsätzlich auch autark von der örtlichen Infrastruktur gewährleistet werden können. Zu seinen Aufgaben gehören das Pflegen und Warten der Sprungausrüstung (zum Beispiel Fallschirmpacken), Transporte aller Art, Wartung und Instandsetzung der Einsatzfahrzeuge und die Aufrechterhaltung sämtlicher Telekommunikation.
- Stabs- und Versorgungskompanie: Sie ist die personell am besten ausgestattete KSK-Kompanie: Sie umfasst den „Stabszug“, den „Materialzug“, eine Versorgungsstaffel einschließlich der Verpflegungsgruppe, den „Transportzug“ und eine Munitions- und Betriebsstoffgruppe.
- Unterstützungskompanie: Sie ist verantwortlich für Nachschub, Instandsetzung und Versorgung im Einsatz. Sie besteht aus dem „Nachschub-Umschlagszug“, „Instandsetzungszug“ und dem „Fallschirmgeräte- und Luftumschlagszug“, der für die ständige Verfügbarkeit der Sprungausrüstung verantwortlich ist.
- Fernmeldekompanie: Sie besteht aus einer Kompanieführungsgruppe sowie drei Fernmeldezügen.[170]
- das Sanitätszentrum entspricht einem Militärkrankenhaus mit den erforderlichen Abteilungen für Intensivmedizin und Traumatologie und stellt die sanitätsdienstliche Versorgung nicht nur am Standort, sondern auch bei Übungen und im Einsatz sicher.

### Bereich Ausbildung
Das Ausbildungs- und Versuchszentrum (AVZ) ist verantwortlich für Auswahl, Aus- und Weiterbildung von Offizieren und Unteroffizieren zu einsatzfähigen Kommandosoldaten. Es ist Träger der Ausbildung und Entwicklung von Einsatzverfahren des KSK und führt Potenzialfeststellungsverfahren durch, stellt die zweijährige Basisausbildung der Kommandosoldaten sicher und regelt die Führeraus- und Weiterbildung der Trupp-, Zug- und Kompaniechefs. Eine weitere Aufgabe des AVZ ist die Fachberatung für die Verbringungs- und Fachspezialisierungen und die Betreuung und Ausgestaltung von Sonderlehrgängen. Im AVZ verrichten erfahrene und einsatzerprobte KdoFw und KdoOffz ihren Dienst. Seit dem 4. Mai 1998 unterhält das AVZ eine Patenschaft mit dem 1st Bataillon der 10th Special Forces Group in Böblingen.
Im Zuge der nach den rechtsextremen Vorfällen beschlossenen Reform des KSK wird der Bereich Ausbildung aus dessen Struktur herausgelöst werden und künftig sowohl truppen- als auch fachdienstlich dem Ausbildungskommando des Heeres unterstellt werden. Konkret wird eine Angliederung an der Infanterieschule erfolgen, jedoch verbleiben die entsprechenden Ausbildungsgänge am Standort Calw, da nur dort die hochspezialisierte und kostenintensive Infrastruktur vorhanden ist (Stand: August 2020).

### Bereich Weiterentwicklung

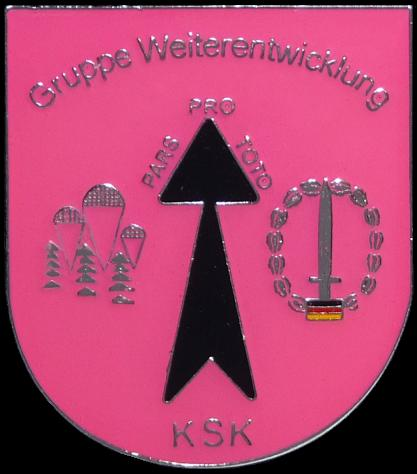
Wappen der Gruppe Weiterentwicklung Kommando Spezialkräfte mit Leitspruch: pars pro toto

Der Bereich Weiterentwicklung Kommando Spezialkräfte (BerWEntwg KSK) ist verantwortlich für die Bedarfsanalyse, Entwicklung, Beschaffung und Einführung von Wehrmaterial des KSK, stellt Initiativanträge und leitet Erprobungen. Dabei ist er mit der konzeptionellen Erstellung und Fortschreibung von Einsatzverfahren, künftigen Einsatztechniken, Vorschriften, Grundlagendokumenten und Beschaffung und Einführung von Ausrüstungsgegenständen befasst. Er ermittelt dabei den materiellen Bedarf und sorgt für seine Deckung, wie zum Beispiel von Waffen, Spreng- und Zündmitteln, optischen und optoelektronischen Geräten, Fallschirmsystemen, Kommunikationsgeräten und persönlicher Bekleidung. Insgesamt verfügt das KSK über mehr als 20.000 verschiedene Versorgungsgegenstände, wovon viele Sonderanfertigungen sind. Das sind mehr unterschiedliche Ausrüstungsgegenstände, als eine ganze Bundeswehrdivision mit rund 9.000 Mann benutzt. Der BerWEntwg ist in drei einzelne Dezernate gegliedert: Konzeption, Ausrüstung und Ausbildung. Hier dienen in erster Linie Diplom-Ingenieure, technische Spezialisten und besonders erfahrene Veteranen der Einsatzkompanien, die teilweise aber aus gesundheitlichen Gründen nicht mehr den Combat-Ready-Status haben.

## Rekrutierung und Ausbildung

### Grundvoraussetzungen
Von Bewerbern für den Dienst als Kommandofeldwebelanwärter im KSK wird generell erwartet, dass sie folgende Grundvoraussetzungen erfüllen:
- überdurchschnittliche, körperliche Leistungsfähigkeit (kurz: KLF)
- Teamfähigkeit
- Lernwilligkeit
- psychische Belastbarkeit und Willensstärke
- Stress-Stabilität
- Verantwortungsbewusstsein und Verschwiegenheit
- Leben in geordneten sozialen Verhältnissen

### Besonderes Anforderungsprofil
Da sie für besonders sensitive militärische Operationen vorgesehen sind und in der Regel in feindlicher Umgebung operieren – meist isoliert, ohne jegliche Unterstützung und unter widrigsten Bedingungen für einen längeren Zeitraum, kommt der mentalen Ausgeglichenheit eine besondere Bedeutung zu. Der Kommandosoldat muss, auch wenn er durch Schlafentzug, unregelmäßige Ernährung, schlechte hygienische Verhältnisse und lebensgefährliche Bedrohungssituationen an seine Leistungsgrenzen stößt, dennoch fortlaufend Präzisionsleistungen erbringen (zum Beispiel in Sekundenbruchteilen so schießen, dass keine Geiseln getroffen werden, wohl aber der Entführer direkt daneben). Daneben sind Teamfähigkeit und geistige Flexibilität wichtige Eigenschaften. So muss er in der Lage sein, sich schnell auf wechselnde Einsatzbedingungen und Erfordernisse entsprechend einzustellen. Gleichzeitig müssen die Soldaten psychisch damit zurechtkommen, dass diese Leistungen aufgrund der Geheimhaltung kaum offene Wertschätzung erfahren, weder in der Öffentlichkeit, noch in ihrem sozialen Umfeld und nicht einmal in ihren Familien. Diese Geheimhaltungspflicht über die eigenen Erlebnisse gegenüber Freunden und Verwandten ist eine stetige psychische Belastung.

### Bewerbung
Es stehen dem Bewerber zwei Möglichkeiten offen, Kommandosoldat im KSK zu werden: Zum einen können Bewerber über eine militärische Laufbahn des Unteroffiziers oder des Offiziers in anderen Truppengattungen Mitglied des KSK werden. Zum anderen führt ein Weg über den sogenannten zivilen Weg mittels Ausbildung zum „Feldwebel Spezielle Operationen“, der seit Oktober 2005 auch Bewerbern ohne militärische Vorkenntnisse sowie Mannschaftsdienstgraden offensteht. Diese Möglichkeit nutzen rund 30 Prozent der Bewerber.
Bewerber des sogenannten zivilen Wegs nehmen zunächst an einem dreitägigen Auswahlverfahren in einem der Karrierecentren der Bundeswehr teil. Bestehen sie dieses, werden sie zum Ausbildungszentrum Spezielle Operationen (AusbZSpezlOp) in Pfullendorf versetzt. Dort erfolgt, gemeinsam mit den dazu kommenden Mannschaften und Feldwebelanwärtern anderer Truppenteile der Division Schnelle Kräfte, eine drei Jahre dauernde Ausbildung zum Fallschirmjäger-Feldwebel. Nach erfolgreichem Abschluss nehmen alle Teilnehmer am eigentlichen Potenzialfeststellungsverfahren beim KSK in der Graf-Zeppelin-Kaserne Calw teil. Anschließend folgt die zweijährige Ausbildung zum Kommandofeldwebel. Bei Nichtbestehen folgt eine Verwendung in den anderen Truppenteilen der Division Schnelle Kräfte.

### Potenzialfeststellungsverfahren (PFV)
Laut einem ehemaligen Kommandeur des KSK ist der Ausbildungstest „das Härteste, was man Menschen in einer Demokratie zumuten darf“. Der psychologische Dienst des KSK hat seit 1995 ein Profil für Kommandosoldaten entwickelt, das Ausdauer, Schmerz- und Stressresistenz mit Verschwiegenheit, emotionaler Distanz und Akzeptanz von Ruhezeiten (kein Einsatz) kombiniert. Das Potenzialfeststellungsverfahren (PFV) dauert zwölf Wochen und ersetzt seit November 2020 das zehnwöchige Eignungsfeststellungsverfahren (EFV). Neben der persönlichen Eignung wird vom Militärischen Abschirmdienst geprüft, ob der Bewerber die Sicherheitsüberprüfung besteht. Außerdem wird seit der Reformierung auch das „Wertefundament“ des Anwärters untersucht.

### Block 1 (Physisches und psychisches Auswahlverfahren)
Am Anfang steht ein dreiwöchiges physisches und psychisches Auswahlverfahren („erster Block“). Zu Beginn durchläuft der Anwärter den anspruchsvollsten physischen Fitness-Test der Bundeswehr, der nur mit dem der Kampfschwimmer vergleichbar ist. Der „Physical Fitness Test“ erfordert das Erreichen von mindestens drei Punkten in jeder geprüften Teildisziplin und insgesamt mindestens zwanzig. Dazu gehört ein Sieben-Kilometer-Geländelauf mit 20 Kilogramm Marschgepäck in maximal 52 Minuten, das Überwinden der Hindernisbahn mit Kampfanzug, Handschuhen und Gefechtshelm in 100 Sekunden, 500 Meter Schwimmen in maximal 15 Minuten und mindestens fünf Klimmzüge im Ristgriff. Ist das erfolgreich durchlaufen, beginnt das psychische Auswahlverfahren („psychologische Datenerhebung“) mit einem Assessment-Center-Verfahren, das auf Fragebögen, Computertests und Gruppensituationsverfahren basiert. Hat der Bewerber auch diese Prüfung erfolgreich bewältigt, ist er für den nachfolgenden zweiten Teil des Auswahlverfahrens zugelassen.

### Block 2 (Überleben und Durchschlagen)
Dem ersten Block schließt sich ein zehnwöchiges Vorbereitungsprogramm an, in dem die Aspiranten mittels Märschen, Abseilübungen, Hindernisbahnen und Teamaufgaben gezielt auf den zweiten Teil des Potenzialfeststellungsverfahren (PFV) vorbereitet werden. Hierbei wird besonders auf die Teamfindung und das gemeinsame Lösen von Problemstellungen Wert gelegt.
Danach folgt Block 2, eine rund fünftägige „Durchschlageübung“ (Wochenübung), die am Ende einen Überlebenslehrgang für Spezialkräfte einschließt. In diesem Test mit hoher Marschleistung werden die Bewerber im Gruppenrahmen, aber auch auf sich allein gestellt, in der sogenannten „Höllenwoche“ systematisch an ihre Leistungsgrenzen gebracht, indem sie unter Dauerbelastung und Schlafentzug Aufgaben unter Zeitdruck bewältigen müssen. Laut einem ehemaligen Major des KSK schließt sich nach einem 160-Kilometer-Marsch eine Verhörsimulation an, bei der der Bewerber in einem Bunker über acht Stunden lang vernommen wird. Dabei kommen Methoden zum Einsatz, wie „grelles Licht, laute Rockmusik, Augenbinde, Eiseskälte“ und Waterboarding. Diese Maßnahmen sind allerdings im Einzelnen vom Wehrbeauftragten des Deutschen Bundestages genehmigt. Die Übung zum Umgang mit einer Gefangennahme und Verhörsituation ist in Teilen vergleichbar mit dem SERE-Training der Spezialeinheiten der US-Streitkräfte.
Diese harte Auslese soll ungeeignete Bewerber möglichst frühzeitig herausfiltern, um die Abbrecherquote bei der kostenintensiven Ausbildung zum Kommandosoldaten zu reduzieren. Spätere Ausfälle sind daher meist verletzungsbedingt.
Erfolgreiche Absolventen von Block 2 sind für die anschließende Basisausbildung qualifiziert, bei Nichtbestehen erfolgt die Rückversetzung in die entsendende Einheit (Stammeinheit).
Zu Beginn des 21. Jahrhunderts lag die Erfolgsquote der KSK-Kandidaten bei rund zehn Prozent. Auch dank einer verbesserten Vorbereitung der KSK-Bewerber stieg die Erfolgsquote deutlich an und liegt gegenwärtig bei durchschnittlich 20 Prozent. Die Verantwortlichen im KSK betonen, „dass es im Vergleich mit der Vergangenheit heutzutage keinesfalls einfacher ist, den Auswahltest zu bestehen. Jedoch werden die Soldaten in der Gegenwart besser auf die zu bewältigenden Herausforderungen vorbereitet.“

### Ausbildung
Nach der anschließenden zweijährigen Basisausbildung erhält der angehende Kommandosoldat den sogenannten Combat-Ready-Status (dt.: „gefechtsbereit“) und wird in eine der vier Kommandokompanien versetzt. Hier folgt je nach Einsatzgebiet eine weitere einjährige Spezialisierung in den Bereichen Fernmeldetechnik, Waffen, Spreng- und Pionierwesen, Sanitätsdienst, Gebirgskampf und Freifall-Fallschirmspringen sowie amphibische Operationen. Ein Anwärter kann während dieser drei Jahre bei festgestellter Nichteignung jederzeit aus dem KSK relegiert werden.
In diesem Zeitraum kann er möglicherweise an bis zu 20 Lehrgängen in weltweit 17 Schulen und Ausbildungseinrichtungen teilnehmen. Allein während der Schießausbildung wird jeder künftige Kommandosoldat an allen gängigen Waffen geschult. „Wir bauen den Männern Stresstests mit blitzschneller Freund-Feind-Erkennung, bei denen keine zehn Prozent der Teilnehmer bestehen“, so ein verantwortlicher Ausbildungsoffizier. Auch der Erwerb von sehr guten Kenntnissen in zwei Fremdsprachen ist Teil der Ausbildung. Die Kommandosoldaten der Vertikalzüge werden im Military Freefall ausgebildet. Die Mindestverpflichtungszeit beträgt sechs Jahre nach Abschluss der Basisausbildung. Im Rahmen der Ausbildung werden insbesondere von Angehörigen der Hochgebirgszüge auch Expeditionen unternommen.
Am Ende dieses Weges wird das Sonderabzeichen Kommandosoldat verliehen. Der Absolvent erhält neben seinem dienstgradabhängigen Gehalt eine monatliche Kommandozulage von derzeit 963 Euro, wobei andere bundeswehrspezifische Zulagen aufgerechnet werden. Ein Kommandosoldat hat jährlich seine Fähigkeiten und seine Kommandotauglichkeit in einem weiteren Testverfahren, dem sogenannten „Stresstest“ nachzuweisen. Solange er diesen Test besteht und weiterhin die körperlichen Leistungen erbringt, kann er im Kommando verbleiben.

### Ausbildungsorte

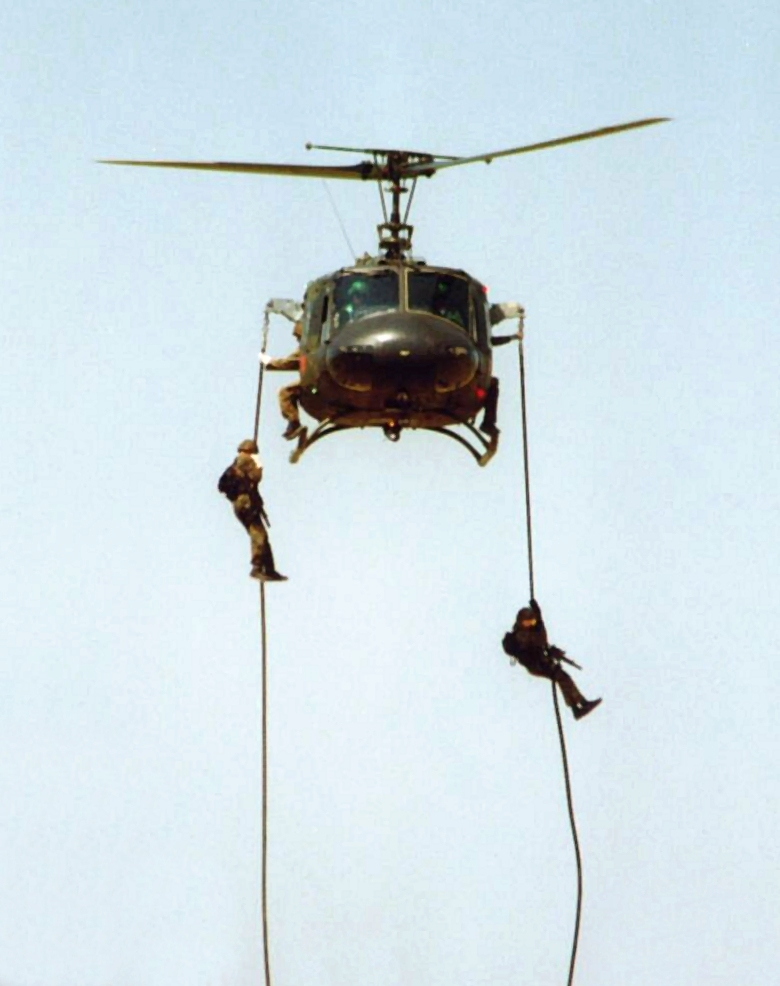
KSK-Vorführung auf der ILA 2000

Das KSK bildet seine Soldaten weltweit an verschiedenen Orten aus. Der hohe Spezialisierungs- und Bereitschaftsgrad erfordert intensives Training, was dazu führt, dass ein Kommandosoldat etwa 250 Tage im Jahr „auf Übung“ ist. Zu den Ausbildungsorten zählen unter anderem:
- Norwegen: Winterkampf (Arktik)
- Kanada, Goose Bay: Scharfschützenwesen
- Österreich: Gebirgskampf
- Vereinigte Staaten, Eloy, Arizona: Fallschirmausbildung im militärischen Freifall
- Vereinigte Staaten, San Diego, Kalifornien: Amphibische Kriegführung
- Vereinigte Staaten, El Paso, Texas: Wüstenkriegführung
- Frankreich, Régina, Französisch-Guayana: Dschungelkampfausbildung im Centre d’entraînement à la forêt équatoriale
- Belize: Dschungelausbildung

### Personalentwicklung
Die Bundeswehr plant eine Personalaufstockung von gegenwärtig 1.100 auf 1.300 Dienstposten, obwohl das KSK bis heute noch nicht in der Lage war, die aktuelle Sollstärke zu realisieren.
Die Bundeswehr hat darauf reagiert, indem sie das zehnwöchige Vorbereitungsprogramm für den zweiten Block des Potenzialfeststellungsverfahrens eingeführt, die Mindestbeförderungszeiten bei Unteroffizieren verkürzt, das KSK auch für geeignete Mannschaftsdienstgrade geöffnet und eine generelle Kommandozulage in Höhe von 1125 Euro (gegenüber den bisherigen Zulagen in Höhe von etwa 490 Euro) rückwirkend zum 1. Januar 2008 eingeführt hat. Jahrelang hatten die Kommandeure des KSK dafür gekämpft. „Damit werden die besonderen Belastungen und Erschwernisse angemessen ausgeglichen“, betont Ammon. Ein weiterer Anreiz ist die nahezu als sicher geltende Übernahme fertig ausgebildeter Kommandosoldaten als Berufssoldaten, wenn deren sechsjährige Verpflichtungszeit endet.
Im Jahr 2012 wurde ein umfangreiches Prämiensystem eingeführt. Gegenwärtig gelten folgende Regelungen: „Wer den höchsten Anforderungen an die Physis stellenden Eignungstest besteht, erhält 3.000 Euro. Mit dem Beginn der Ausbildung im KSK wird eine Zulage in Höhe von 963 Euro (brutto) monatlich gezahlt. Nach dem Ende der zweijährigen Ausbildungszeit wird dem KSK-Mann in einer Feierstunde das begehrte Tätigkeitsabzeichen – ein Schwert im Eichenkranz – verliehen. Darüber hinaus erhält er einen Bonus von 10.000 Euro. Nach Abschluss der sechs Pflichtjahre in den Einsatzkräften zahlt ihm der Dienstherr für jedes weitere Jahr, das er als Kommandosoldat in Calw bleibt, eine Prämie von 5.000 Euro.“
Neben der geringen Zahl an Kommandoanwärtern stellt die Abwanderung von fertig ausgebildeten Kommandosoldaten zu privaten Sicherheits- und Militärunternehmen ein Problem für die Personalplanung des KSK dar. Wegen des verhältnismäßig geringen finanziellen Ausgleichs haben es solche Unternehmen oft leicht, entsprechend qualifizierte Soldaten abzuwerben. Das KSK sieht sich deshalb einer ständigen Konkurrenzsituation mit dem weltweit prosperierenden privaten Sicherheitsmarkt ausgesetzt, der weitaus höhere Gehälter zahlen kann.
Der ehemalige Kommandeur Feldmann hob hervor, dass Frauen ein spezielles Auswahlverfahren durchlaufen sollen, das sich im Winter 2012/13 noch in der Probephase befand. Die Ausbildung von Frauen soll auch eine Kampfausbildung beinhalten, der Schwerpunkt liege jedoch auf anderen Bereichen: „Unter anderem werden ihnen fundierte Kenntnisse in der Gesprächsaufklärung, im Dolmetschen und in der Forensik vermittelt. Eine Quotenregelung, wie bei einigen Sondereinheiten der Polizei, soll es in diesem Bereich nicht geben.“
Im vom damaligen Wehrbeauftragten des Deutschen Bundestages, Hellmut Königshaus, vorgestellten Jahresbericht 2012 wurde bekannt, dass bis dato nur eine Frau das Auswahlverfahren erfolgreich bestanden hat. Aus dem Bericht geht hervor, dass sich eine Soldatin eines Bataillons für Elektronische Kampfführung für die Aufnahme beim KSK beworben hat und alle Eignungstests über sechs Monate hinweg erfolgreich absolviert hat. Die Versetzung zum KSK wurde durch die damalige Streitkräftebasis nach dem Auswahlverfahren jedoch verhindert mit der Begründung, dass die Frau einer Mangelverwendung angehöre. In dem Jahresbericht wurde dies als „besonders gravierender Fall von Vertrauensverlust“ hervorgehoben.
Zusätzlich soll durch eine verbesserte Förderung weiblicher Bewerber in Vorbereitungskursen die Anzahl der Frauen in den Kommandoeinheiten erhöht werden. Obwohl es weiblichen Soldaten freisteht, sich zu einem Potenzialfeststellungsverfahren für die Kommandokompanien zu melden, sind sie bisher im KSK lediglich im Bereich der Unterstützung und seit 2018 in der Spezialaufklärungskompanie vertreten. Bei der Vorführung einer Geiselbefreiung vor der amtierenden Bundesministerin der Verteidigung war eine der beteiligten Soldaten eine Angehörige des KSK. Das Ministerium bestätigt damit, dass Frauen auch im KSK Dienst leisten. Die Kommandotrupps der Spezialkräfte haben bisher keine Frau in ihren Reihen.
Das durchschnittliche Alter der Kommandosoldaten beträgt 34,5 Jahre (Mitte 2010), wobei sie spätestens im Alter von 41 Jahren den aktiven Dienst im KSK verlassen müssen.
Nach Informationen aus einem internen Bericht des Verteidigungsministeriums stelle sich die Personalgewinnung zum Stand 31. Mai 2022 „unzureichend“ dar. Insgesamt gebe es 1.420 militärische Dienstposten im KSK, wovon nur rund 83 % besetzt seien. Der Anteil an „dienstpostengerecht ausgebildeten Kommandofeldwebeln“ liege bei rund 67 %. Nach Angaben aus dem Schreiben rechne die Bundeswehr damit, dass in absehbarer Zeit „mehr ausgebildete Kommandofeldwebel das KSK verlassen als neu gewonnen werden können“. Der Bedarf an Kommandosoldaten konnte derweil nicht erreicht werden, weil sich zu wenige Bewerber durch das Potentialfeststellungsverfahren qualifizieren konnten und das „wirtschaftliche Umfeld für das KSK ungünstig [sei], da im Südwesten nahezu Vollbeschäftigung [herrsche]“. Das KSK wolle auf die Personalentwicklung mit entsprechenden Maßnahmen reagieren, indem „virtuelle Formate zur Bewerbung intensiviert werden“ und die „regionale Personalgewinnung ausgebaut“ werde. Ferner solle eine „Entlastung im Grundbetrieb“ geschaffen werden.

## Ausrüstung

### Einrichtungen und Ausstattung
Das KSK hat Zugriff auf die modernsten Waffen und Ausrüstungsgegenstände. Es ist dabei zum Teil vom regulären Beschaffungswesen des Heeres abgekoppelt. Darüber hinaus wird im eigenen Ausbildungs- und Versuchszentrum die Ausrüstung ständig weiterentwickelt. In einer eigenen Waffenwerkstatt können alle erforderlichen Modifikationen an Material und Ausrüstung vorgenommen werden. Diese Änderungen umfassen den Um- und Spezialbau von Waffen, das Anpassen der Ausrüstung sowie die Herstellung von Spezialmunition, um beispielsweise die für den Einsatz schallgedämpfter Waffen erforderliche Unterschallmunition so zu modifizieren, dass der Nachteil der verminderten Durchschlagskraft minimiert wird. Die Waffenkammer des KSK hält Muster aller gängigen Fremdwaffen zu Ausbildungszwecken bereit.
Aufgrund dieser besonderen Ausrüstungspriorität und der vorhandenen waffentechnischen Ressourcen fungiert das KSK auch als eine Art praktische Testeinheit für geplante Waffeneinführungen des Heeres.
Das KSK verfügt über eine eigene Schießanlage („Gebäude 8“), die als die weltweit modernste Einrichtung ihrer Art gilt und in der bereits Einheiten aus mehr als 60 Staaten trainiert haben. Die Anlage ermöglicht das Training einer Vielzahl von Einsatzszenarien mit scharfer Munition. Überwacht von Videokameras wird hier auf drei Stockwerken in Computersimulationen oder mit scharfer Munition geübt. Die gesamte Einrichtung (Wände, Flure, Treppen, Türen, Fenster) kann computerkontrolliert verschoben werden. Beispielsweise kann der Grundriss jeder deutschen Botschaft nachgestellt werden, um die Einsatzkräfte auf eine eventuelle Besetzung gezielt vorzubereiten.
Des Weiteren besitzt das KSK seit 2018 ein in Deutschland einzigartiges multifunktionales Trainingszentrum, in dem die Kommandosoldaten u. a. diverse amphibische Einsatztaktiken trainieren und weiterentwickeln.

### Bewaffnung

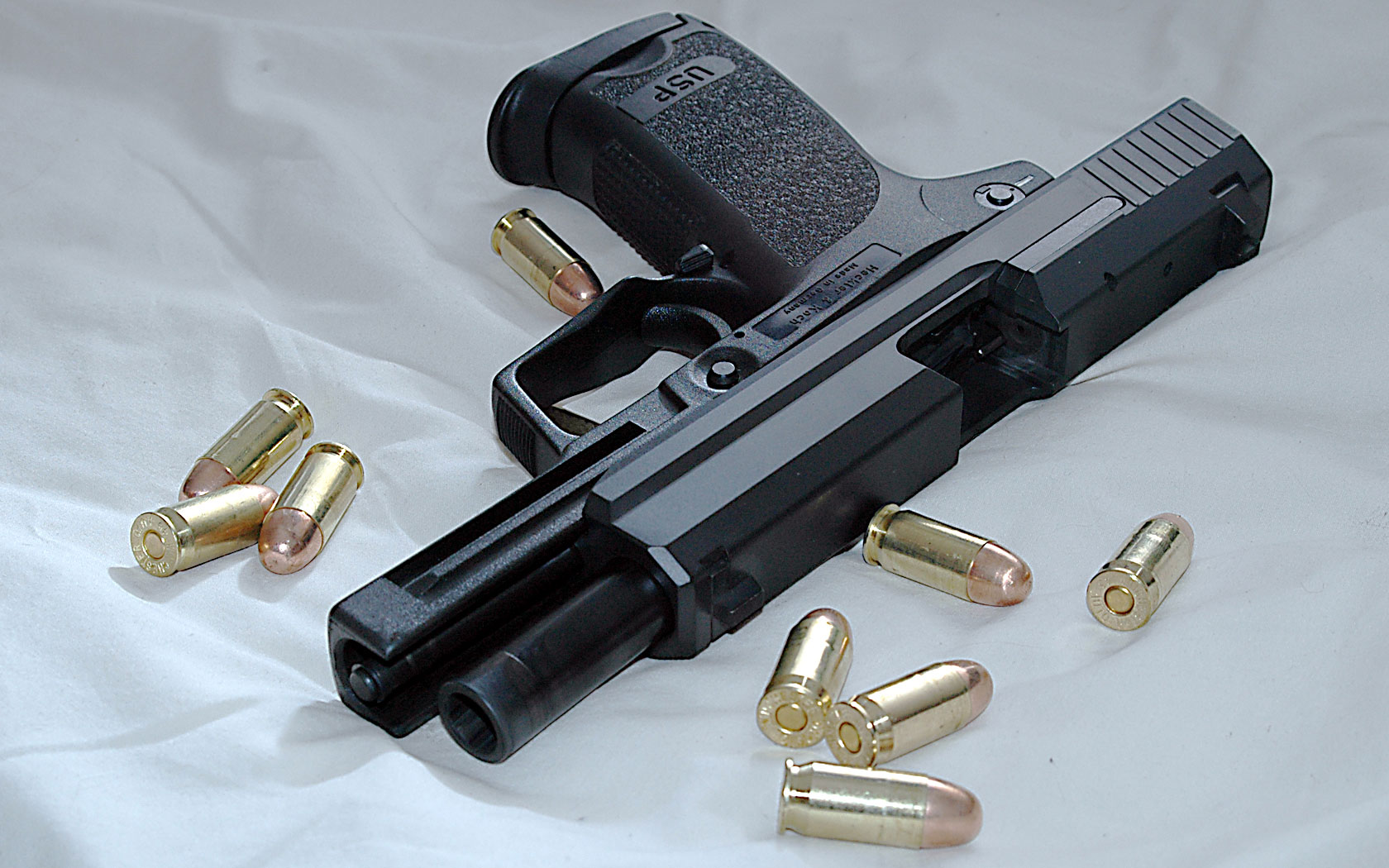
HK USP

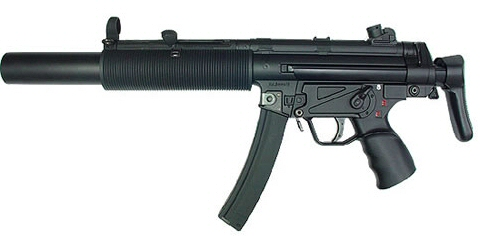
HK MP5 SD3 mit integriertem Schalldämpfer

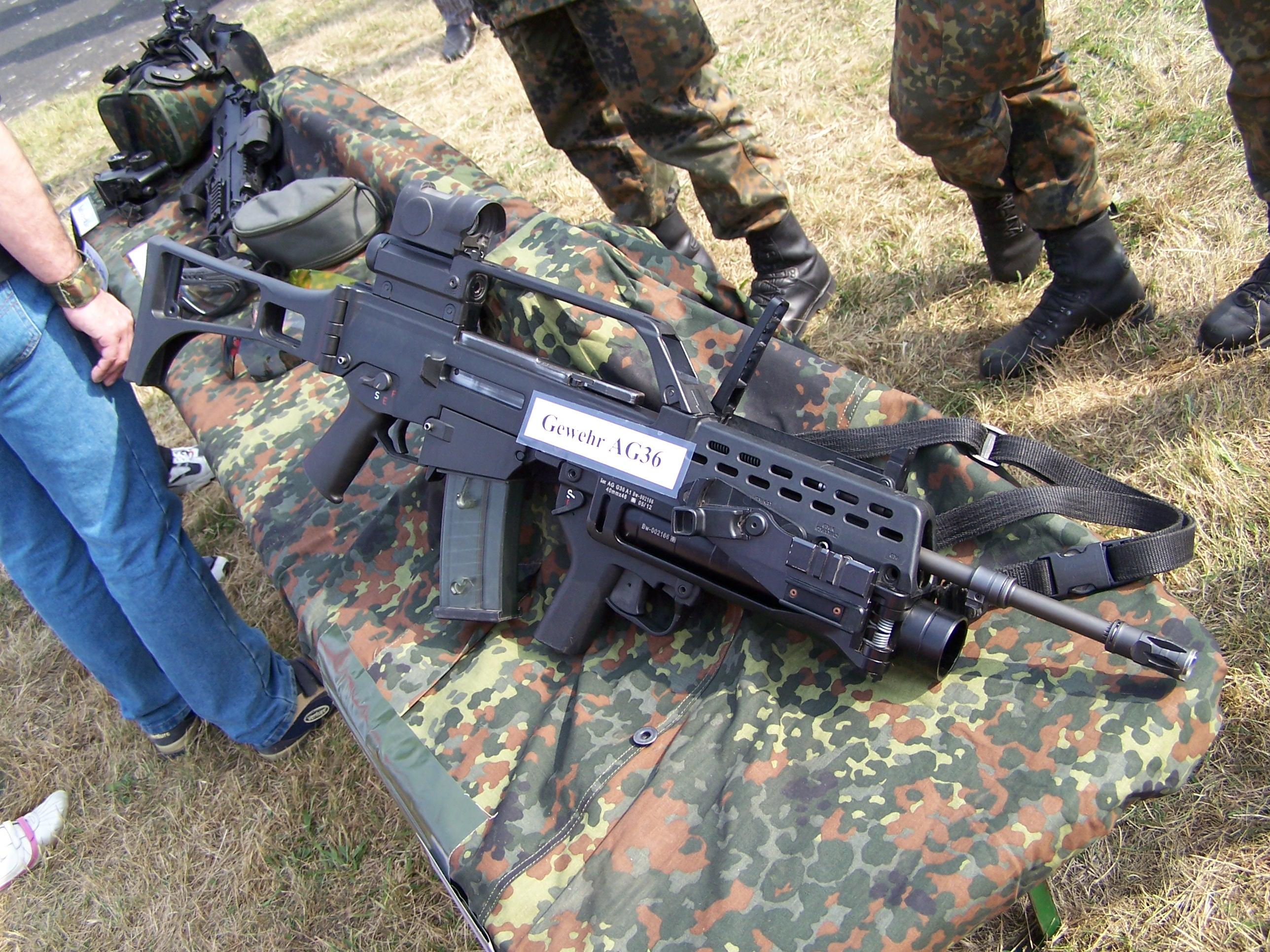
HK G36 mit AG36-Granatwerfer

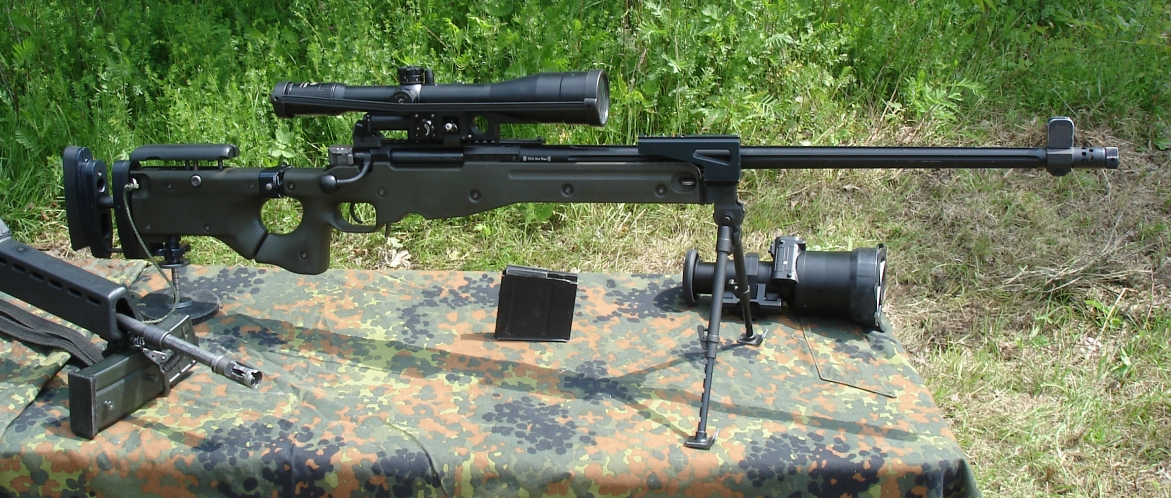
G22-Scharfschützengewehr von Accuracy International

Die Standardpistole beim KSK ist die HK P30. Unter der Bezeichnung P8C (P8 Combat) wurde, zuerst beim KSK, eine Variante der HK USP (Universale Selbstladepistole) eingeführt, bevor diese zur Standardpistole bei der Bundeswehr wurde. Gegenüber der P8 besitzt die P8C keine manuelle Sicherung. Der kombinierte Sicherungs- und Entspannhebel der Standardversion dient hier lediglich als Entspannhebel, was sie besonders für den Personenschutz geeignet macht, da das gesonderte Entsichern entfällt. Weiterhin stehen auf Spezialoperationen ausgelegte Sekundärwaffen, wie die P12 (HK USP Tactical-Ableger) im Kaliber .45 (11,43 mm) und die Granatpistole 40 mm zur Verfügung. Das KSK verfügt auch über Glock-Pistolen und Revolver im Kaliber .357 Magnum von Ruger sowie im Kaliber .22 lfB. Ergänzt wird die Auswahl zukünftig um die Walther PDP in unterschiedlichen Ausführungen. Die bundeswehreigene Bezeichnung wird P14 (Standardausführung) und P14K (Kompaktausführung) seien.
Insbesondere im urbanen Einsatzbereich werden die Varianten der HK MP5 sowie die MP7 (PDW) im Kaliber 4,6 × 30 mm eingesetzt, die verbesserte Durchschlagskraft gegen gängige beschusshemmenden Westen bietet. Zudem wird die UMP-Maschinenpistole eingesetzt. Zukünftig kann das KSK wie auch andere spezialisierte Kräfte der Bundeswehr, auf eine halbautomatische schallgedämpfte 9-Zoll-Version des HK437 zurückgreifen, das eine Variante des HK433 ist, jedoch das Kaliber .300 AAC Blackout verwendet. Die bundeswehreigene Bezeichnung lautet in diesem Fall G39.
1996 wurde das KSK als erste Einheit der Bundeswehr mit dem neuen Sturmgewehr G36 ausgerüstet, einschließlich der folgenden Modifikationen und Erweiterungen AG36-Granatwerfer (wird als Zubehör an die Primärwaffe unterhalb des Laufs angebaut), G36KA1 und G36KA2. Aber auch das HK G3 wird noch verwendet. Darüber hinaus sind auch das HK416 sowie das G27 (HK417) in Gebrauch, die sich wegen ihrer Zuverlässigkeit und Handlichkeit besonders gut für Sondereinsatzkräfte eignen. Auch hier kann der AG36-Granatwerfer für mehr Feuerkraft angebracht werden. Ferner ist seit 2005 das verkürzte G36C in Gebrauch.
Zusätzlich kann ein Kommandotrupp auf die Maschinengewehre MG3, MG4, MG5 oder G8 (HK21) als tragbare Unterstützungswaffe für größere Entfernungen zurückgreifen. Für Fahrzeuge steht das Browning M2 zur Verfügung.
Für den infanteristischen Häuserkampf verwendet das KSK Vorderschaftrepetierflinten unter anderem vom Typ Remington 870, die sonst nur noch bei den Kampfschwimmern und bei den Feldjägern (Militärpolizei) vor einem Zugriff auf Straftäter in Gebrauch sind. Diese Waffen haben eine deckungsbrechende und -penetrierende Wirkung. Je nach verwendeter Munition und Beschaffenheit des Ziels durchschlägt diese Türen und Wände.
Die Scharfschützen des KSK erhielten neben den Einsatzkräften bei SFOR das G22 im Kaliber 7,62 × 67 mm (.300 Winchester Magnum). Hierbei handelte es sich um ein unverändertes AWM-F, das ab 1997 leicht modifiziert unter der Bezeichnung G22 als vollwertige Scharfschützenwaffe für Entfernungen bis 1.100 m eingeführt wurde. Ab 2016 wird es durch das G29 abgelöst. Ebenfalls in Gebrauch befindet sich das großkalibrige M107, das von Heckler & Koch importiert, technisch abgenommen sowie an die Bundeswehr ausgeliefert und dann unter der Bezeichnung G82 geführt wird. Es verwendet das größte Infanteriewaffenkaliber 12,7 × 99 mm (.50BMG), das normalerweise von schweren Maschinengewehren wie dem US-M2HB verschossen wird. Diese Waffe eignet sich mit einer effektiven Einsatzreichweite von 1.800 Metern neben der üblichen Verwendung auch für die Bekämpfung und Unbrauchbarmachung von sogenannten „harten Zielen“, wie Radarschüsseln und -antennen, Kommunikationseinrichtungen und Raketenstellungen (Schuss direkt auf den Flugkörper). Bei geringerer Entfernung und mit entsprechender Munition können auch hinter Mauerwerk verschanzte Personen durch die Deckung hindurch bekämpft werden (deckungspenetrierende Waffenwirkung). Die Waffe wird von der Bundeswehr als „Gewehr für große Reichweite und technische Ziele“ bezeichnet.
Neben diesen Scharfschützengewehren beschaffte die Bundeswehr einige AW50 und AWS von Accuracy International. Unter der Kennung G25 bzw. G24 sind diese Gewehre innerhalb der Bundeswehr im Kaliber 12,7 × 99 mm und 7,62 × 51 mm nur bei den Spezialkräften im Einsatz. Auch das G27 ist eingeführt.
Ferner sind die Panzerabwehrsysteme Panzerabwehrwaffe MILAN, Panzerfaust 3 und das Fla-System Fliegerfaust 2 Stinger beim KSK in Gebrauch.

### Fahrzeuge

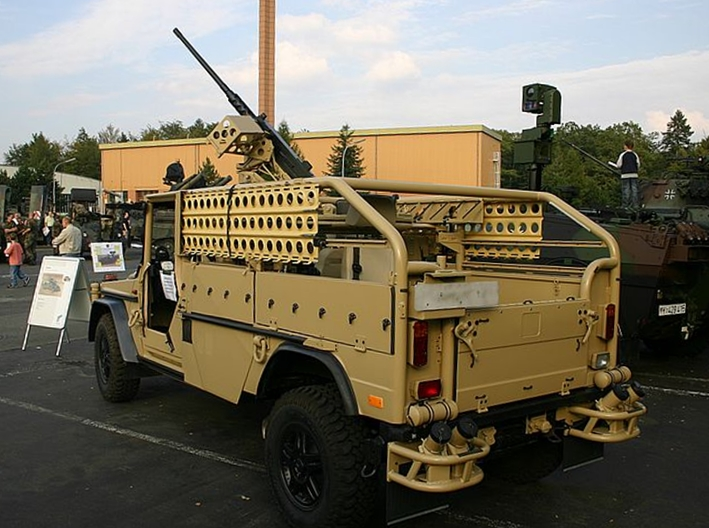
Serval mit aufmontiertem Browning M2

Als Ersteinführung wurde für das KSK das neue Einsatzfahrzeug Serval, auch bekannt als Aufklärungs- und Gefechtsfahrzeug (AGF), beschafft. Dieses Fahrzeug ist ungeschützt. Als Fahrzeugbewaffnung wurde das US-Browning M2 Maschinengewehr, Kaliber 12,7 × 99 mm und die von Heckler & Koch entwickelte Granatmaschinenwaffe (GMW) mit Kaliber 40 × 53 mm eingeführt. Im Jahr 2016 wurden für das Kommando Spezialkräfte 49 Geschützte Fahrzeuge LAPV Enok vom Typ Enok 6.1 angeschafft, der durch eine verbesserte Panzerung und Zuladung ein zulässiges Gesamtgewicht von 6,1 Tonnen hat.
Zum gepanzerten Transport im Einsatz verfügt das KSK über Transportpanzer Fuchs und setzt das GTK ein.
Ferner verfügt das KSK über das Mehrzweck-Geländefahrzeug Bv 206 des schwedischen Herstellers Hägglund, über geländegängige Quads der Typen Yamaha ATV (All Terrain Vehicle) KODIAC 4x4 Quad und Motorräder (Enduros) vom Typ KTM 400 LS-E Military, KTM 640 LS-E Military sowie Yamaha WR 450 F. Für den Wintereinsatz stehen Bombardier Skidoo Schneemobile LYNX GLX 5900 FC/E Army zur Verfügung.
Zur Feuerunterstützung können dem KSK von der Division auch, je nach Auftrag, gepanzerte Waffenträger vom Typ Wiesel 1 und Wiesel 2 zugeteilt werden, beispielsweise in der Panzerabwehr- (TOW) oder 120-mm-Mörserversion.

### Boote
Die amphibischen Züge sind mit Kajaks, Schlauchbooten und RHIB-Booten ausgerüstet.

### Hubschrauber
Am 11. Juli 2013 unterzeichneten das Bundesministerium der Verteidigung und Eurocopter einen Vertrag über 15 leichte Hubschrauber des Typs Airbus H145M für das Kommando Spezialkräfte. Zwischen Ende 2015 bis Mitte 2017 wurden die Fluggeräte an die Truppe ausgeliefert. Das Gesamtvolumen belief sich auf 194 Millionen Euro und stellte neben den Hubschraubern auch die entsprechende Ausrüstung für die Anforderungen des KSK bereit.
Der Airbus H145M hat ein digitales Cockpit mit voller Nachtsichttauglichkeit und einen Autopilot. Im Manöver profitieren die Spezialkräfte durch eine geräumige Kabine mit zwei großen seitlichen Schiebetüren und doppelten Hecktüren. Zum Ausrüstungspaket gehören auch Abseilvorrichtungen und Außenlasthaken. Die weitere Ausrüstung umfasst Bordbewaffnung und ein elektro-optisches System zur Aufklärung. Ein Selbstschutzsystem sowie Panzerungen dienen dem zusätzlichen Schutz der Besatzung. Das maximale Abfluggewicht beträgt 3,7 Tonnen. Die Maschine soll in einem Airbus A400M strategisch verlegt und unmittelbar nach der Entladung benutzt werden können.
Die Hubschrauber und Mannschaften werden dem Hubschraubergeschwader 64 der Luftwaffe in Laupheim unterstellt, sind aber zur exklusiven Benutzung durch das KSK und das Kommando Spezialkräfte der Marine (KSM) vorgesehen.

## Insignien

### Verbandsabzeichen

Verbandsabzeichen des Kommandos

Internes Verbandsabzeichen

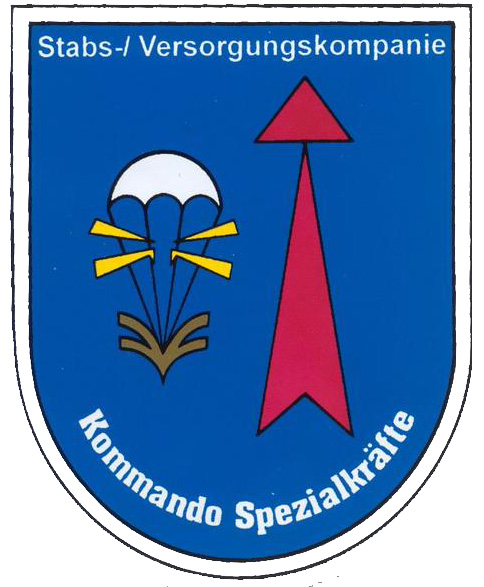
Internes Verbandsabzeichen Stabs-/Versorgungskompanie

Die Blasonierung des Verbandsabzeichens lautet: Silbern bordiert, in Blau eine aufrecht gestellte schwarze Pfeilspitze, bestehend aus gekerbtem Schaft und den beiden Flügeln, belegt mit einem stürzenden, goldenen Adler.
Der stürzende Adler ist das Symbol der Luftlandekräfte des Heeres. Der Adler findet sich ähnlich im Barettabzeichen der Fallschirmjägertruppe. Der Pfeil ist ein Symbol für Spezialkräfte. Er findet sich ähnlich im taktischen Zeichen für Spezialkräfte und in Form aufrecht stehender Schwerter oder Dolche auch in den Verbandsabzeichen vieler Spezialkräfte weltweit.
Das Wappen gleicht damit bis auf die Farbe des Schildes und des Bordes dem Verbandsabzeichen der übergeordneten Division Schnelle Kräfte sowie der ihr unterstellten Luftlandebrigade 1. Bis auf die Umrandung gleicht es dem Verbandsabzeichen der Division Spezielle Operationen und den ehemaligen Verbandsabzeichen der ihr unterstellten Brigaden. Der organisatorische Vorgänger des Kommando Spezialkräfte, die Luftlandebrigade 25 „Schwarzwald“, galt in der Nummerierungssystematik des Heeres als die erste Brigade der Luftlandedivision und in Fortsetzung dieser Zählweise das Kommando Spezialkräfte auch als erste „Brigade“ der Division Spezielle Operationen. Das Verbandsabzeichen der Luftlandebrigade 25, dessen Verbandsabzeichen nach Aufstellung des Kommando Spezialkräfte zunächst auch unverändert weitergeführt wurde, war daher der heraldischen Tradition des Heeres folgend weiß umrandet. Das Verbandsabzeichen des Kommando Spezialkräfte führt diesen Bord bis heute unverändert fort. Bei der Umgliederung der Division Spezielle Operationen zur Division Schnelle Kräfte wurde die Farbe des Schildes im Verbandsabzeichen der Division von blau auf silber geändert. Das Verbandsabzeichen des Kommandos Spezialkräfte blieb jedoch unverändert erhalten, so dass die Farbe des Schildes vom Verbandsabzeichen der übergeordneten Division abweicht.

### Interne Verbandsabzeichen
Das interne Verbandsabzeichen KSK wird in den letzten Jahren vermehrt am Dienstanzug links oder auch rechts am Ärmel getragen und auch bei offiziellen Auftritten sowie auf der Seite des KSK auf der offiziellen Website der Bundeswehr verwendet.

#### Stab
Das interne Verbandsabzeichen des Stabes wird als Brustanhänger von Angehörigen des Stabes getragen und taucht auch beispielsweise in offiziellen Schriftstücken, ausgegeben durch den Kommandeur, auf. Ebenso steht es als Kasernenschild des Verbandes in Calw. Es greift die Symbolik des nach oben gerichteten Pfeils auf blauem Wappenschild auf. Die Symbole im linken Teil des Wappens sind wiederum den Taktischen Zeichen entlehnt. Die drei Fallschirme stehen für die Fallschirmjägertruppe. Die Tannen symbolisieren den Schwarzwald sowie den Traditionsbezug zur Luftlandebrigade 25 „Schwarzwald“.

### Kommandoabzeichen
Das Abzeichen „Kommandosoldat“ wird auf der rechten Brusttasche als Stoffaufnäher getragen. Auf hellgrüner Unterlage ist senkrecht ein silbernes Schwert dargestellt, das auf einem Eichenblatt und einer Eichel dargestellt ist und von zwei Reihen goldfarbenen Eichenlaubs eingekranzt wird. Das Kommandosoldatabzeichen und das Barettemblem wurden von Bundespräsident Johannes Rau im Jahr 2000 genehmigt. Als Begründung gab er an:

„Es soll ein sichtbares Zeichen dafür sein, dass sein Träger höchste physische und psychische Leistungen erbracht und seine besondere Befähigung als Soldat im KSK unter Beweis gestellt hat.“

Das Abzeichen „Kommandosoldat“ wird nach erfolgreichem Durchlaufen der mehrjährigen Kommandoausbildung vom Kommandeur KSK in einer Feierstunde verliehen.

### Barett und Barettabzeichen
Die Division Spezielle Operationen sieht sich in der Tradition einer Luftlandedivision. Daher tragen die meisten KSK-Soldaten (ausgenommen beispielsweise medizinisches Fachpersonal) als Angehörige eines luftlandefähigen Verbandes ein bordeauxrotes Barett, wie es den meisten Luftlandeeinheiten weltweit gemein ist. Als eigene Truppengattung weist es ein spezifisches Barettabzeichen aus Metall auf. Dieses zeigt ein nach oben weisendes Schwert mit einer leicht zur Klinge hinaufgebogenen Parierstange in einem Eichenlaubkranz mit deutscher Flagge. Das Eichenlaub ist ein traditionelles Zeichen des deutschen Heeres; das Schwert steht wie der Pfeil im taktischen Zeichen abermals für die Spezialkräftefähigkeiten des Kommandos. Das Schwert ist im Abzeichen vieler vergleichbarer militärischer Spezialeinheiten enthalten. Die Verleihung des aktuellen Barettabzeichens erfolgte in Calw am 26. September 1997. In seiner Symbolik gleicht das Barettabzeichen dem aus Textil gefertigten Kommandoabzeichen.

### Waffenfarbe
Die Angehörigen des Kommandos bilden eine eigene Truppengattung.
Ihre i. d. R. jägergrüne Waffenfarbe (Farbe des Kragenspiegels oder der Litze) teilen sich die Soldaten jedoch mit den infanteristischen Truppengattungen sowie den Panzergrenadieren, weil das KSK vor Einrichtung einer eigenen Truppengattung stets zur Infanterie gezählt wurde, beziehungsweise es einem infanteristischen Großverband angehörte.

### Taktisches Zeichen
Das militärische Symbol des KSK zeigt im obligatorischen Rechteck einen nach oben zeigenden Pfeil, respektive Schwert (linke Abbildung). In internationalen Organigrammen mit taktischen Zeichen für Verbände (OrBats) steht in dem Rechteck ein SF für Special Forces (rechte Abbildung, hier eine Kommandokompanie).

## Gemeinschaft Deutscher Kommandosoldaten
Am 22. Mai 2007 wurde die Gemeinschaft Deutscher Kommandosoldaten e. V. (GDK) in Calw aufgrund einer Initiative ehemaliger Angehöriger des Kommando Spezialkräfte gegründet, um ihren Bezug zum Kommando sowie ihre Netzwerke zu institutionalisieren.

### Bücher und Broschüren
- Timo Noetzel, Benjamin Schreer: Spezialkräfte der Bundeswehr. Strukturerfordernisse für den Auslandseinsatz. Hrsg. von der Stiftung Wissenschaft und Politik, Berlin 2007 (PDF).
- Reinhard Scholzen: KSK. Das Kommando Spezialkräfte der Bundeswehr. Motorbuch-Verlag, Stuttgart 2004, ISBN 3-613-02384-9.
- Sören Sünkler: Die Spezialverbände der Bundeswehr. Motorbuch-Verlag, Stuttgart 2007, ISBN 978-3-613-02592-9.
- Sören Sünkler: Elite- und Spezialeinheiten Europas. Motorbuch-Verlag, Stuttgart 2008, ISBN 978-3-613-02853-1.
- Reinhard Scholzen: KSK. Bilder einer Elitetruppe. Motorbuch-Verlag, Stuttgart 2013, ISBN 978-3-613-03547-8.

### Artikel
- Hans-Christoph Ammon: Das Kommando Spezialkräfte. In: Strategie und Technik. Jg. 51, Nr. 4, April 2008, ISSN 1860-5311, S. 21–26.
- Georg Axer: Das „Kommando Spezialkräfte“ zwischen Geheimschutzinteresse und Parlamentsvorbehalt. In: Zeitschrift für Rechtspolitik. Jg. 40, Nr. 3, 2007, ISSN 0514-6496, S. 82–84.
- Uwe Drews, Dieter Hansen: Verhalten bei Geisel- und Gefangennahme, Verhör und Folter. In: Klaus Puzicha u. a. (Hrsg.): Psychologie für Einsatz und Notfall. Internationale truppenpsychologische Erfahrungen mit Auslandseinsätzen, Unglücksfällen, Katastrophen. Bernard & Graefe, Bonn 2001, ISBN 3-7637-6216-7, S. 72–78.
- Hans-Günter Fröhling: Mehr Transparenz. Das Kommando Spezialkräfte (KSK) aus dem Blickwinkel der Inneren Führung. In: Detlef Bald, Claus Freiherr von Rosen u. a. (Hrsg.): Zurückgestutzt, sinnentleert, unverstanden. Die Innere Führung der Bundeswehr (= Demokratie, Sicherheit, Frieden. Bd. 187). Nomos, Baden-Baden 2008, ISBN 978-3-8329-3508-5, S. 134–138.
- Günter R. Kreim: Stressmanagement beim Kommando Spezialkräfte. In: Klaus Puzicha u. a. (Hrsg.): Psychologie für Einsatz und Notfall. Internationale truppenpsychologische Erfahrungen mit Auslandseinsätzen, Unglücksfällen, Katastrophen. Bernard & Graefe, Bonn 2001, ISBN 3-7637-6216-7, S. 492–504.
- Jörg Kronauer: Geheimkrieg in Afghanistan. Fadenscheinige Rückzugsargumente, Unklarheit über mögliche Tote. Der Einsatz der KSK. In: Telepolis, 19. Juli 2005 (online).
- Stefan Wolfgang Schäfer: Der Sanitätsdienst des Kommando Spezialkräfte. In: Wehrmedizin und Wehrpharmazie. Jg. 32 (N.F.), Nr. 1, 2008, ISSN 0043-2148, S. 36–37.
- Reinhard Scholzen: Wer soll deutsche Geiseln im Ausland befreien? In: Europäische Sicherheit. Jg. 59, Nr. 7, Juli 2010, ISSN 0940-4171, S. 82–85.
- Karl Ulrich Voss: Rechtsstaat ad hoc? Anwendung von Gesetzesvorbehalt und Parlamentsvorbehalt bei Auslandeinsätzen der Bundeswehr. In: Zeitschrift für Rechtspolitik (ZRP). Jg. 40, Nr. 3, 2007, ISSN 0514-6496, S. 78–81.
- Reinhard Scholzen: Zwischen Geheimhaltung und Transparenz In: Allgemeine Schweizerische Militärzeitschrift Jg. 179, Nr. 8, August 2013, ISSN 0002-5925, S. 32–34.
- Reinhard Scholzen: Vielfältige Eliteeinheit In: DWJ. Nr. 9, 2013, ISSN 0341-8936, S. 58–65.
- Reinhard Scholzen: Chancen und Risiken. Das Kommando Spezialkräfte der Bundeswehr.  In: Mut. Forum für Kultur, Politik und Geschichte. Nr. 548, September 2013, ISSN 0027-5093, S. 70–77.

## Webserie
- Bundeswehr Exklusive: KSK – KÄMPFE NIE FÜR DICH ALLEIN (22 Folgen) auf YouTube
- Bundeswehr: Mit Olli beim KSK (6 Folgen) auf YouTube